# كرة القدم في تونس
ظهرت رياضة كرة القدم في تونس مع دخول الحماية الفرنسية لتونس ومنذ ذلك الحين أصبحت كرة القدم الرياضة الأكثر شعبية في تونس وتشرف الجامعة التونسية لكرة القدم على المسابقات التي تجرى في تونس. تم تأسيس فرق فرنسية بتونس مثل راسينغ كلوب في 1904، نادي سبورتينغ تونس 1906 الملعب الغولي 1911 والاتحاد الرياضي التونسي 1917 بعدها يتم تأسيس أول نادي تونسي وهو الترجي الرياضي التونسي سنة 1919 ثم النادي الأفريقي سنة 1920.

## تاريخ كرة القدم في تونس
ولدت كرة القدم في تونس في عام 1904 مع إنشاء غير الرسمي لنادي راسينغ كلوب، رسميا في عام 1905 لكنه اضطر إلى الانتظار لإنشاء أندية أخرى في تونس وبنزرت للمشاركة في المسابقة الرسمية. ثم تلتزم الحكومة، نظرا للنمو الكبير للرياضة في الهواء الطلق، على الاهتمام بها. يوزع بعض الدعم، على الرغم من الضعف. تم إنشاء لجنة من اتحاد الجمعيات الفرنسية الرياضة و الرياضيين، المسؤولة عن إدارة جميع الألعاب الرياضية في تونس. في عام 1910 تم تنظيم بطولة السلسلة الأولى بمشاركة راسينغ كلوب، نادي سبورتنج تونس، ومعهد بورقيبة النموذجي بتونس، من مدرسة المستعمرة الزراعة، تونس لكرة القدم النجم الاحمر من تونس، وسلسلة ثانية تتألف من الفرق الثانية لسباق ونادي سبورتنج والملعب الغولي. وحصل على لقب وطني بعد مباراة نهائية بين سباق واستاد البحرية بنزرت (الجناح بطل البحر الأبيض المتوسط) على 2-0. لكن فرق عديدة، في كثير من الأحيان سريعة الزوال، وتنافس في مباريات ودية، مثل نادي رادس، ونادي ودية تونس الرياضية، نادي أريانة والنجم الرياضي من تونس من المعهد الصادقية، إلخ. هناك حتى عدد قليل جدا من اللاعبين التونسيين بما في ذلك بن حمادي ضيف (حارس مرمى راسينغ)، في حين أن الفريق الثاني من معهد بورقيبة النموذجي بتونس يشمل اللاعبين مع أسماء تونسيين بوزيد، عبد الوهاب، الزاوشي، الجيلاني بن رمضان، فرج، أحمد السقا ومصطفى رمضان. ولكن غير عادية جدا، جريدة لاديبيش تونيزيان نشرت في نسخة 12 يونيو 1910 قائمة اللاعبين وسيقوم فريق خيرالدين نادي يلعب ضد نادي أريانة وكلها التونسيين: عبد الرحمن (كابتن الفريق)، بابو، أيشي، الجواض، بن سماعيل، جزائري، حمودة، محمد، بشاك، طبربي وأغيري. وهذا هو أول فريق تونسي تماما ولكن هذا لم يعد يسمع بعد ذلك وقبل الفريق المذنب نادي، التي أنشئت في عام 1914 لكنها لم تنج من الحرب العالمية الأولى. فاز راسينغ كلوب بلقب البطولة في عام 1910، 1911 و1914، ثم في عام 1920 و1921 حين توج نادي فريفيل الرياضية في عام 1912 وعام 1913. وأصبحت بطولة مسؤول في خلق التمويل طويل الأجل في عام 1921 وانتمائها إلى الاتحاد الفرنسي لكرة القدم. حتى عام 1939 ، يتم منح لقب بطل بعد مباريات فاصلة بين أبطال المنطقة. يتم إنشاء الأندية الكبرى الحالية خلال هذه الفترة: الترجي الرياضي التونسي (1919)، النادي الإفريقي ونادي سكك الحديد الصفاقسي (1920) النجم الرياضي الساحلي (1925)، النادي الرياضي البنزرتي والنادي الرياضي الصفاقسي (1928). من 1946-1947، يتم إنشاء بطولة «التميز» (التقسيم الوطني) ولعب على المستوى الوطني. في 1944-1945، 1945-1946 و1952-1953، ولم يلعب في البطولة وحلت محلها معيار (البطولة على شكل مجموعات حيث المشاركة ليست إلزامية). هذه السنوات ترى إنشاء الملعب التونسي (1948).

## المنظمات المشرفة

### الجامعة التونسية لكرة القدم
الجامعة التونسية لكرة القدم (بالفرنسية: Fédération Tunisienne de Football)‏ تأسست عام 1956 وانضمت إلى الاتحاد الدولي لكرة القدم عام 1960 وانضمت إلى الاتحاد الأفريقي لكرة القدم عام 1960. يتولى رئاسة الجامعة وديع الجريء بعد فوز قائمته في 31 مارس 2012 في الانتخابات أمام قائمة طارق الهمامي 236 صوتا مقابل 95. كان ذلك في اجتماع عقد في 9 نوفمبر 1909 ، من قبل لجنة مؤقتة من الجمعيات الرياضية التي اعتمدت أول لوائح رسمية للبطولة. من موسم 1921-1922 يتم تنظيم بطولة تونس بانتظام تحت عنوان «بطولة القسم الشرفي». وانطلاق كأس تونس بعد سنة. مباشرة بعد الاستقلال في عام 1956، وأخذ قادة كرة القدم التونسية الخطوات اللازمة لإنشاء هيئة وطنية حصرا لتزويد الجامعة التونسية لكرة القدم (فرع للاتحاد الفرنسي لكرة القدم). هذه الجهود أدت إلى إنشاء الاتحاد التونسي لكرة القدم يؤذن 29 مارس 1957. تم الاستثمار في مهمته المزدوجة لتشجيع كرة القدم وإدارة المنافسة الوطنية ومختلف وافقت عليها الدولة فرق تمثل تونس في المسابقات الدولية.

### الرابطة الوطنية لكرة القدم المحترفة
الرابطة الوطنية لكرة القدم المحترفة وتختصر LNFP هي منظمة رياضية تضم أندية كرة القدم التونسية المحترفة، والأندية الأربعة عشر من الرابطة المحترفة الأولى والأندية الإثنا والثلاثين من الرابطة المحترفة الثانية. وهي تدير، تحت إشراف الجامعة التونسية لكرة القدم.

### الإدارة الوطنية للتحكيم
الإدارة الوطنية للتحكيم وتختصر DNA وهي الجهة المشرفة لحكام كرة القدم في تونس، تقوم بتعليم ورسكلة وتعيينات الحكام. يقع مقر المنظمة بالمنزه مباشرةً بجانب الجامعة التونسية لكرة القدم.
| الهيكل التنظيمي | الإدارة العامة |
| --- | --- |
| - مدير الإدارة الوطنية للتحكيم: عواز الطرابلسي - رئيس لجنة التعينات: هشام قيراط - رئيس لجنة التكوين والرسكلة: جمال بركات - رئيس لجنة المراقبين: توفيق الوسلاتي - رئيس لجنة الحكام المساعدين: توفيق العجنقي - رئيس لجنة المتـــابعة: عاطف اليقوبي - مساعد مدير الإدارة الوطنية للتحكيم: محمد الدبابي - رئيس لجنة تعينات الشبان: رضا فهمي - رئيس لجنة تعينات كرة القدم هواة مستوى 1 : ياسين حروش - رئيس لجنة تعينات كرة القدم هواة مستوى 2 : البشير الحساني - رئيس لجنة تعينات وتكوين وامتحانات الحكام للرابطة الوطنية لكرة القدم النسائية: علالة المالكي - رئيس لجنة التحكيم بالرابطة الجهوية للجنوب الشرقي (قــابس): علي لسود - رئيس لجنة التحكيم بالرابطة الجهوية بتونس: مراد بن حمزة | - المدير الوطني لإدارة التحكيم: عواز الطرابلسي - المدير الوطني المساعد لإدارة التحكيم: عاطف اليعقوبي - رئيس لجنة التعيينات: جمال بركات - رئيس قسم تعينات المراقبين: محمد الدبابي - رئيس لجنة التكوين والرّسكلة: هشام قراط - رئيس لجنة المتابعة: عاطف اليعقوبي - مستشار مكلف بمساعدي الحكام: توفيق العجنقي - رئيس لجنة تعيينات حكام الرابطة الثالثة: ياسين حروش - مستشار مكلف بتعيينات حكام كرة القدم داخل القاعات: شمس الدين اللمطي - مستشار مكلف بتعيينات الشبان: رياض الحرزي - رئيس لجنة تعيينات حكام كرة القدم النسائية: علالة المالكي |

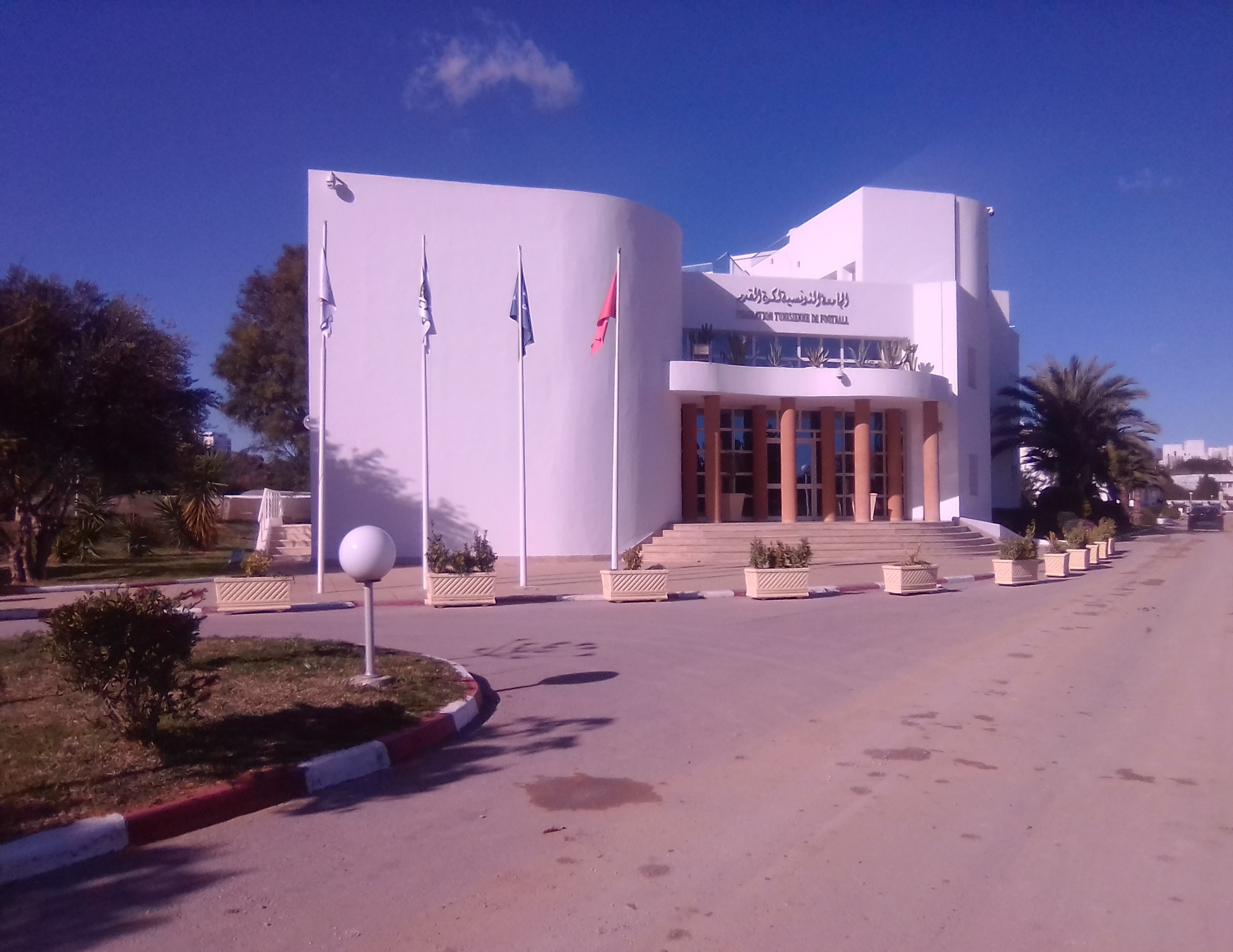
مقر الجامعة التونسية لكرة القدم
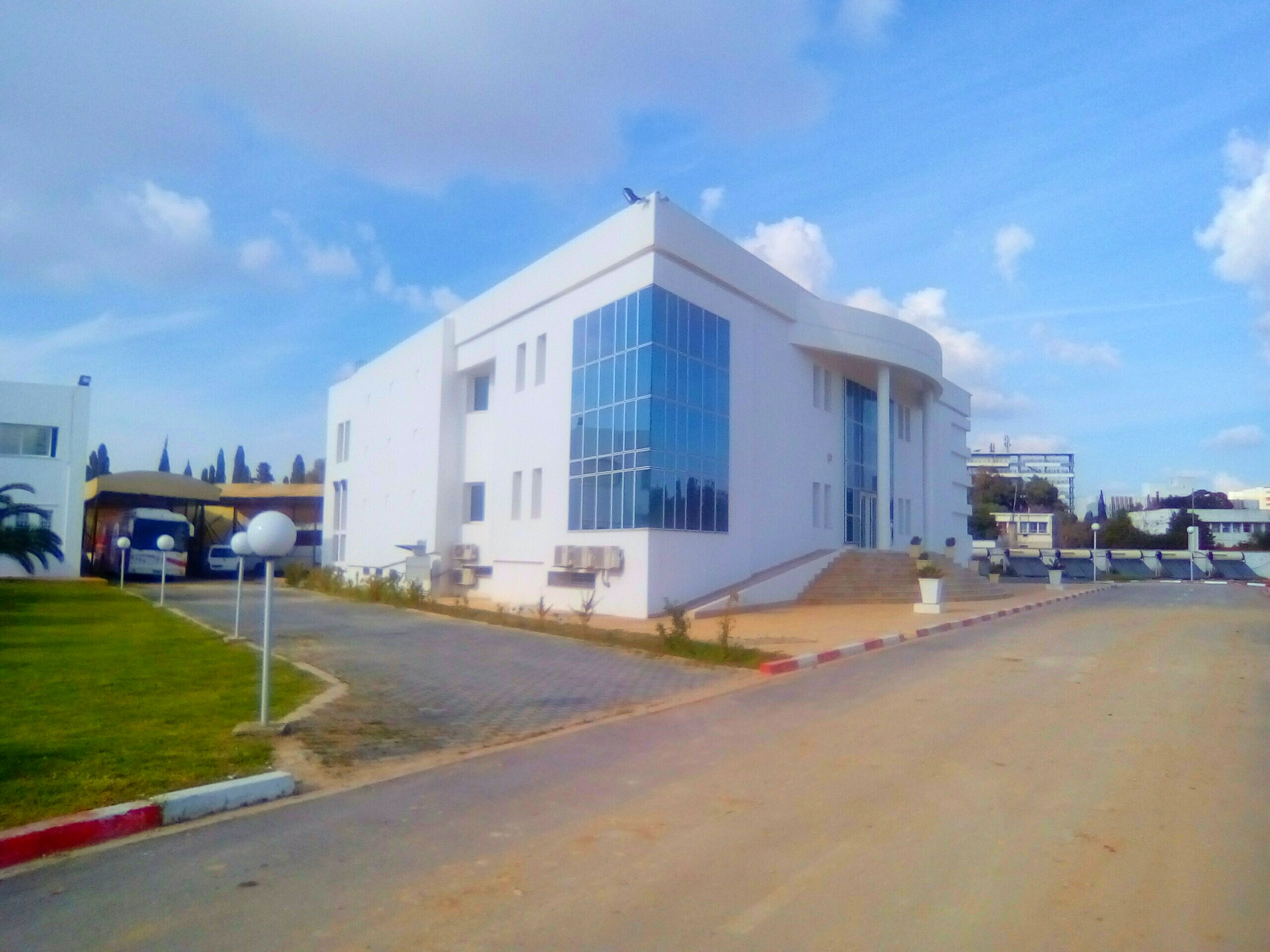
مقر الإدارة الوطنية للتحكيم

## البطولات المحلية

### الرابطة التونسية المحترفة الأولى لكرة القدم

شعار بطولة الرابطة التونسية المحترفة الأولى

الرابطة التونسية المحترفة الأولى لكرة القدم أو البطولة التونسية لكرة القدم هي أبرز بطولة كرة قدم في تونس. بدأت رياضة كرة القدم في تونس في عام 1906 في فترة الحماية الفرنسية والتي كانت من عام 1881 إلى 1956. انطلقت أول بطولة تونسية لكرة القدم في عام 1921 بتنظيم من رابطة تونس لكرة القدم، ثم منذ عام 1956 من قبل الجامعة التونسية لكرة القدم. تحتل البطولة التونسية المركز الأول عربيا وإفريقيا والـ18 عالميا. أصبحت البطولة التونسية محترفة منذ سنة 1994 بعد تأسيس الرابطة الوطنية لكرة القدم المحترفة. أكثر الأندية تتويجا بالبطولة وهو الترجي الرياضي التونسي برصيد 31 لقب آخرها في نسخة 2020-21 يأتي بعده غريمه التقليدي النادي الإفريقي برصيد 13 لقب آخرها موسم 2014-15.
| التتويجات حسب الفريق        | التتويجات حسب الفريق | التتويجات حسب الفريق |
| النادي                      | البطل                | مواسم البطولة |
| --------------------------- | -------------------- | --- |
| الترجي الرياضي التونسي      | 31                   | 1942، 1959، 1960، 1970، 1975، 1976، 1982، 1985، 1988، 1989، 1991، 1993، 1994، 1998، 1999، 2000، 2001، 2002، 2003، 2004، 2006، 2009، 2010، 2011، 2012، 2014، 2017، 2018، 2019، 2020، 2021. |
| النادي الإفريقي             | 13                   | 1947، 1948، 1964، 1967، 1973، 1974، 1979، 1980، 1990، 1992، 1996، 2008، 2015. |
| النجم الرياضي الساحلي       | 10                   | 1950، 1958، 1963، 1966، 1972، 1986، 1987، 1997، 2007، 2016. |
| النادي الرياضي الصفاقسي     | 8                    | 1969، 1971، 1978، 1981، 1983، 1995، 2005، 2013. |
| راسينغ كلوب                 | 7                    | 1910، 1911، 1914، 1920، 1921، 1922، 1925. |
| النادي الرياضي البنزرتي     | 4                    | 1945، 1946، 1949، 1984. |
| الملعب التونسي              | 4                    | 1957، 1961، 1962، 1965. |
| النادي الرياضي لحمام الأنف  | 4                    | 1951، 1954، 1955، 1956. |
| نادي إيطاليا-تونس           | 4                    | 1932، 1935، 1936، 1937. |
| نادي سكك الحديد الصفاقسي    | 3                    | 1934، 1953، 1968. |
| الاتحاد الرياضي التونسي     | 3                    | 1930، 1931، 1933. |
| الملعب الغولي               | 3                    | 1923، 1924، 1927. |
| نادي سبورتينغ تونس          | 2                    | 1926، 1928. |
| الشبيبة الرياضية القيروانية | 1                    | 1977 |
| النادي الرياضي القابسي      | 1                    | 1939 |
| سافوا حلق الوادي            | 1                    | 1938 |
| نادي طليعة تونس             | 1                    | 1929 |

- : ترمز كل نجمة ذهبية إلى حمل الفريق لعشرة ألقاب في بطولة تونس.
- : أي أن النادي حصل على اللقب قبل الاستقلال.
- أي أن النادي تم حله عام 1956 سنة الاستقلال بسبب انتسابه للفرنسيين.

### البطولات الأخرى

شعار الرابطة التونسية المحترفة الثانية

- شعار الرابطة التونسية المحترفة الثانيةالرابطة التونسية المحترفة الثانية لكرة القدم : هي مسابقة الدرجة الثانية لأكابر كرة القدم في تونس بعد الرابطة التونسية المحترفة الأولى. عرفت المسابقة عدة تسميات في الماضي من بينها «القسم الشرفي» و«الوطني ب». تضم المسابقة 14 فريقا يصعد منها اثنان للدرجة الأولى، وينزل اثنان للرابطة التونسية المحترفة الثالثة.
- الرابطة التونسية الثالثة لكرة القدم : تضم الرابطة التونسية الثالثة (الدوري الثالث) 28 فريقًا تونسيًا لكرة القدم. تمت زيادة هذا العدد إلى 32 خلال موسم 2011-2012، بعد إلغاء التخفيضات، ويزيد إلى 42 ناديًا مقسمة إلى ثلاثة مجمعات من 2012-2013 إلى 48 ناديًا، مقسمة إلى أربعة مجمعات في 2016-2017. . خلال موسم 2016-2017، وبشكل مؤقت، تم تشكيل أربع دجاجات لتهيئة الانقسام الجديد إلى مجموعتين من ستة عشر ناديًا للمستوى الأول من الدوري الثالث وأربعة مجمعات من اثني عشر ناديًا للمستوى الثاني.
- الرابطة التونسية الرابعة لكرة القدم : هو مسابقة كرة قدم تونسية تنقسم إلى أربع بطولات جغرافية (شمال وتونس ومركز ومركز وجنوب). تتم ترقية الأول من كل مجموعة تلقائيًا إلى الرابطة الثالثة. الأخيرة هبطت إلى التقسيم الإقليمي. ومع ذلك، وفقًا لمنظمة المنافسة الجديدة التي تم اعتمادها بدءًا من موسم 2012-2013، تم إلغاء التقسيم الإقليمي وتضم البطولة الرابعة عشرة اثني عشر تجمعًا مع إضافة أربع بطولات إقليمية جديدة إلى بطولات الدوري الثمانية الحالية. يتمتع أبطال المجموعات بوصول مباشر إلى الرابطة الثالثة. تنظم البطولات الإقليمية التي تضم منافسين بمجموعتين (تونس، الوطن القبلي، المنستير، بنزرت وصفاقس).
- الرابطة التونسية الخامسة لكرة القدم : هي مسابقة كرة قدم تونسية مقسمة إلى ثماني بطولات (الوطن القبلي، الشمال، الشمال الغربي، المركز، الشرق الوسط، الجنوب، الجنوب الشرقي والجنوب الغربي). إنه موجود من موسم 2005-2006 ويعرف باسم القسم 1 أو القسم الإقليمي. . فقط دوري تونس كان في السابق من الدرجة الخامسة. خلال الاجتماع الدوري للاتحاد التونسي لكرة القدم في 18 مايو 2012، تصوت الأندية لإلغاء هذا القسم وتقبل تلقائيًا جميع الأندية في دوري الدرجة الرابعة (دوري الدرجة الرابعة) الذي يضم الآن 12 مجموعة. تتم ترقية الأول من كل مجموعة تلقائيًا إلى الرابطة الرابعة.

### كأس تونس لكرة القدم

شعار بطولة كأس تونس

كأس تونس لكرة القدم واسمها الرسمي كأس رئيس الجمهورية لكرة القدم، هي المسابقة الرسمية للكأس في رياضة كرة القدم في تونس وهي تعتبر اللقب المحلي الثاني من حيث الأهمية بعد البطولة الوطنية. أقيمت أول مسابقة للكأس في موسم 1922 - 1923 زمن الاحتلال الفرنسي. أقيم أول نهائي بعد الاستقلال في موفى موسم 1955 - 1956 وفاز به فريق الملعب التونسي. نظمت الكأس منذ ذلك الوقت سنويا باستثناء موسم 1978 بسبب مشاركة الفريق الوطني في مونديال الأرجنتين، ولم تكتمل سنة 2002 بسبب مشاركة الفريق الوطني في مونديال اليابان وكوريا الجنوبية. تقام مباراة النهائي منذ 2001 في الملعب الأولمبي برادس. تدخل 8 فرق للدرجة الأولى (الفرق التي أنهت الموسم الماضي بين المرتبة السابعة والثانية عشر إضافة إلى الفريقين الصاعدين من الدرجة الثانية) المسابقة في الدور 32/1 وتلحقها في الدور التالي الستة فرق الأخرى. بطل كأس تونس يتأهل بشكل مباشر إلى كأس الاتحاد الإفريقي، أما إذا كان بطل الكأس هو نفسه بطل الدوري في ذلك الموسم أو مشاركا في مسابقة دوري أبطال أفريقيا، فإن النادي الذي لعب النهائي هو الذي يعوضه في المسابقة الخارجية، ويعتبر الترجي الرياضي التونسي الأكثر تتويجا بلقب كأس تونس لكرة القدم ب 15 لقبا كرقم قياسي.
|    | مباريات حُسِمت بعد الوقت الإضافي  |
|    | مباريات حُسِمت بالركلات الترجيحية |
|    | مباريات حُسِمت بعد إعادتها        |
| م1 | المباراة الأولى                 |
| م2 | المباراة الثانية                |

| قائمة النهائيات | قائمة النهائيات                           | قائمة النهائيات                           | قائمة النهائيات                           | قائمة النهائيات                                                          | قائمة النهائيات                           | قائمة النهائيات                           | قائمة النهائيات                           |
| السنة           | البطل                                     | النتيجة                                   | الوصيف                                    | هدافي البطل                                                              | هدافي الوصيف                              | الحكم                                     | الملعب                                    |
| --------------- | ----------------------------------------- | ----------------------------------------- | ----------------------------------------- | ------------------------------------------------------------------------ | ----------------------------------------- | ----------------------------------------- | ----------------------------------------- |
| 1956            | الملعب التونسي                            | 3 – 1                                     | النادي الإفريقي                           | ؟'                                                                       | ؟'                                        | علي المدب                                 | ملعب زويتن                                |
| 1957            | الترجي الرياضي                            | 2 – 1                                     | النجم الساحلي                             | ؟'                                                                       | ؟'                                        | البحري بن سعيد                            | ملعب زويتن                                |
| 1958            | الملعب التونسي                            | 2 – 0                                     | النجم الساحلي                             | ؟'                                                                       | —                                         | مصطفى بلخواص                              | ملعب زويتن                                |
| 1959            | النجم الساحلي                             | 2 – 2                                     | الترجي الرياضي                            | م1 : ؟' ، م2 : ؟'                                                        | م1 : ؟' ، م2 : ؟'                         | غيسيب أدامي                               | ملعب زويتن                                |
| 1960            | الملعب التونسي                            | 2 – 0                                     | النجم الساحلي                             | ؟'                                                                       | —                                         | البحري بن سعيد                            | ملعب زويتن                                |
| 1961            | مستقبل المرسى                             | 0 – 0                                     | الملعب التونسي                            | م2 : ؟'                                                                  | —                                         | مصطفى بلخواص                              | ملعب زويتن                                |
| 1962            | الملعب التونسي                            | 1 – 1                                     | الملعب السوسي                             | ؟'                                                                       | ؟'                                        | مصطفى بلخواص                              | ملعب زويتن                                |
| 1963            | النجم الساحلي                             | 0 – 0                                     | النادي الإفريقي                           | م2 : ؟'                                                                  | م2 : ؟'                                   | فيكتور حبيب                               | ملعب زويتن                                |
| 1964            | الترجي الرياضي                            | 1 – 0                                     | نادي حمام الأنف                           | الشاذلي العويني 80'                                                      | —                                         | البحري بن سعيد                            | ملعب زويتن                                |
| 1965            | النادي الإفريقي                           | 0 – 0                                     | المستقبل بالمرسى                          | م2 : طارق الشايبي 12'، 24'                                               | م2 : مختار الشبلي 31'                     | الهادي عبد القادر                         | ملعب زويتن                                |
| 1966            | الملعب التونسي                            | 1 – 0                                     | المستقبل بالمرسى                          | منصف الشريف 88'                                                          | —                                         | منصف بن علي                               | ملعب زويتن                                |
| 1967            | النادي الإفريقي                           | 2 – 0                                     | النجم الساحلي                             | صالح شوة 96'، 119'                                                       | —                                         | مصطفى داود                                | ملعب المنزه                               |
| 1968            | النادي الإفريقي                           | 3 – 2                                     | سكك حديد صفاقس                            | بشير كيكلي ؟'، ؟'                                                        | عزالدين شقرون ؟'عمر ماضي ؟'               | الهادي زروق                               | ملعب المنزه                               |
| 1969            | النادي الإفريقي                           | 2 – 0                                     | الترجي الرياضي                            | عبد الرحمن الرحموني 30' طارق الشايبي 54'                                 | —                                         | محمد التواتي                              | ملعب المنزه                               |
| 1970            | النادي الإفريقي                           | 0 – 0                                     | المستقبل بالمرسى                          | —                                                                        | —                                         | الهادي عتيڨ                               | ملعب المنزه                               |
| 1971            | النادي الصفاقسي                           | 1 – 0                                     | الترجي الرياضي                            | عبد الوهاب الطرابلسي 1'                                                  | —                                         | بورزقي[من؟]                               | ملعب المنزه                               |
| 1972            | النادي الإفريقي                           | 1 – 0                                     | الملعب التونسي                            | منصف الخويني 92'                                                         | —                                         | فرانشيسكو فرانسيسكون                      | ملعب المنزه                               |
| 1973            | النادي الإفريقي                           | 1 – 0                                     | المستقبل بالمرسى                          | منصف الخويني 70'                                                         | —                                         | محمد القادري                              | ملعب المنزه                               |
| 1974            | النجم الساحلي                             | 1 – 0                                     | النادي الإفريقي                           | العمري المالكي 67' (ض.ج)                                                 | —                                         | لوسيانو جانيتي                            | ملعب المنزه                               |
| 1975            | النجم الساحلي                             | 1 – 1                                     | مكارم المهدية                             | م1 : بن عزيزة ؟' · م2 : عمري المالكي ؟'، ؟' مصطفى الذوادي ؟'             | م1 : عمر عمارة ؟'                         | علي الدريدي علي بن ناصر                   | ملعب المنزه                               |
| 1976            | النادي الإفريقي                           | 1 – 1                                     | الترجي الرياضي                            | م1 : عبد المجيد الغضباني ؟'                                              | م1 : نجيب عبادة ؟'                        | إيريك ليانمار                             | ملعب المنزه                               |
| 1977            | مستقبل المرسى                             | 3 – 0                                     | النادي الصفاقسي                           | عزيز بن دادي 48' أحمد بن شعبان 76'                                       | 89\|ضد مرماه}                             | دومينيكو سيرافيني                         | ملعب المنزه                               |
| 1978            | الكأس لم ينتهي بسبب كأس العالم لكرة القدم | الكأس لم ينتهي بسبب كأس العالم لكرة القدم | الكأس لم ينتهي بسبب كأس العالم لكرة القدم | الكأس لم ينتهي بسبب كأس العالم لكرة القدم                                | الكأس لم ينتهي بسبب كأس العالم لكرة القدم | الكأس لم ينتهي بسبب كأس العالم لكرة القدم | الكأس لم ينتهي بسبب كأس العالم لكرة القدم |
| 1979            | الترجي الرياضي                            | 0 – 0                                     | سكك حديد الصفاقس                          | م2 : عبد المجيد بن مراد 14' (ض.ج) حسان فادو 44' عبد المجيد غوبانتيني 75' | م2 : رضا اللّوز 44'حافظ سوداني 2+90'       | العيساوي بودبوس                           | ملعب المنزه                               |
| 1980            | الترجي الرياضي                            | 2 – 0                                     | النادي الإفريقي                           | عبد المجيد غوبانتيني 33' حسان فادو 54'                                   | —                                         | العيساوي بودبوس                           | ملعب المنزه                               |
| 1981            | النجم الساحلي                             | 3 – 1                                     | الملعب التونسي                            | عزالدين السلطاني 24'، 30' سمير بكّاو 77'                                  | فريد بالحولة 17'                          | علي الدريدي                               | ملعب المنزه                               |
| 1982            | النادي البنزرتي                           | 1 – 0                                     | النادي الإفريقي                           | حمدة بن دولات 24'                                                        | —                                         | ناجي الجويني                              | ملعب المنزه                               |
| 1983            | النجم الساحلي                             | 3 – 1                                     | مستقبل المرسى                             | جمال غرنة 35' كمال الڨابسي 93' ؟ ؟'                                      | محمد الڨصري 37'                           | علي بن ناصر                               | ملعب المنزه                               |
| 1984            | مستقبل المرسى                             | 0 – 0                                     | النادي الصفاقسي                           | —                                                                        | —                                         | العربي الوسلاتي                           | ملعب المنزه                               |
| 1985            | نادي حمام الأنف                           | 0 – 0                                     | النادي الإفريقي                           | —                                                                        | —                                         | ناصر الكريِّم                               | ملعب المنزه                               |
| 1986            | الترجي الرياضي                            | 0 – 0                                     | النادي الإفريقي                           | —                                                                        | —                                         | محمد الشرڨي                               | ملعب المنزه                               |
| 1987            | النادي البنزرتي                           | 1 – 0                                     | المستقبل المرسى                           | لطفي الماي 11'                                                           | —                                         | رشيد بن خديجة                             | ملعب المنزه                               |
| 1988            | نادي أولمبي النقل                         | 1 – 1                                     | النادي الإفريقي                           | إبراهيم الجمني 75'                                                       | خالد التواتي 76'                          | الحبيب ميموني                             | ملعب المنزه                               |
| 1989            | الترجي الرياضي                            | 2 – 0                                     | النادي الإفريقي                           | ذياب 1' بن يحيى 89'                                                      | —                                         | كلود بوليت                                | ملعب المنزه                               |
| 1990            | مستقبل المرسى                             | 3 – 2                                     | الملعب التونسي                            | فتحي الطرابلسي 21' بن بلقاسم[من؟] 53' وهبي إشّي 83'                       | الهاشمي ساسي 31' بن أحمد[من؟] 90'         | فتحي بوستة                                | ملعب المنزه                               |
| 1991            | الترجي الرياضي                            | 2 – 1                                     | النجم الساحلي                             | علي بن ناجي 27' خليل بشباش 66'                                           | رياض عمارة 16'                            | ألان سارس                                 | ملعب المنزه                               |
| 1992            | النادي الإفريقي                           | 2 – 1                                     | الملعب التونسي                            | صبري البوهالي 9'، 52'                                                    | عمر الهمامي 56'                           | رشيد بن خديجة                             | ملعب المنزه                               |
| 1993            | الأولمبي الباجي                           | 0 – 0                                     | مستقبل المرسى                             | —                                                                        | —                                         | عبد الرزاق السديري                        | ملعب المنزه                               |
| 1994            | مستقبل المرسى                             | 1 – 0                                     | النجم الساحلي                             | عادل الجباري 64'                                                         | —                                         | فريد الصالحي                              | ملعب المنزه                               |
| 1995            | النادي الصفاقسي                           | 2 – 1                                     | الأولمبي الباجي                           | محمد صالح مفتاح 54' سفيان ساسي 82'                                       | زبير يوزباشي 27'                          | زبير بو نويرة                             | ملعب المنزه                               |
| 1996            | النجم الساحلي                             | 2 – 1                                     | الشبيبة القيروانية                        | عماد بن يونس 65' سمير روان 87'                                           | فتحي الشهايبي 47'                         | علالة المالكي                             | ملعب المنزه                               |
| 1997            | الترجي الرياضي                            | 1 – 0                                     | النادي الصفاقسي                           | سامي لعروسي 70'                                                          | —                                         | مراد الدعمي                               | ملعب المنزه                               |
| 1998            | النادي الإفريقي                           | 1 – 1                                     | الأولمبي الباجي                           | ماهر السديري 26'                                                         | حافظ ڨيتوني 69'                           | رشيد بروني                                | ملعب المنزه                               |
| 1999            | الترجي الرياضي                            | 2 – 1                                     | النادي الإفريقي                           | الجعايدي 21' القابسي 118'                                                | الإمام 90' (ض.ج)                          | بييرلويجي كولينا                          | ملعب المنزه                               |
| 2000            | النادي الإفريقي                           | 0 – 0                                     | النادي الصفاقسي                           | —                                                                        | —                                         | رضا بوغليا                                | ملعب المنزه                               |
| 2001            | نادي حمام الأنف                           | 1 – 0                                     | النجم الساحلي                             | أنيس بن شويخة ؟'                                                         | —                                         | محمد كزاز                                 | ملعب رادس                                 |
| 2002            | الكأس لم ينتهي بسبب كأس العالم لكرة القدم | الكأس لم ينتهي بسبب كأس العالم لكرة القدم | الكأس لم ينتهي بسبب كأس العالم لكرة القدم | الكأس لم ينتهي بسبب كأس العالم لكرة القدم                                | الكأس لم ينتهي بسبب كأس العالم لكرة القدم | الكأس لم ينتهي بسبب كأس العالم لكرة القدم | الكأس لم ينتهي بسبب كأس العالم لكرة القدم |
| 2003            | الملعب التونسي                            | 1 – 0                                     | النادي الإفريقي                           | محمد السليتي 73'                                                         | —                                         | هشام قيراط                                | ملعب رادس                                 |
| 2004            | النادي الصفاقسي                           | 2 – 0                                     | الترجي الرياضي                            | قمامدية 109' زبير السافي 116'                                            | —                                         | ؟                                         | ملعب رادس                                 |
| 2005            | الترجي الجرجيسي                           | 2 – 0                                     | الترجي الرياضي                            | محمد علي الغرياني 61' محمد بوزميطة 90'                                   | —                                         | هشام قيراط                                | ملعب رادس                                 |
| 2006            | الترجي الرياضي                            | 2 – 2                                     | النادي الإفريقي                           | إنرامو 9' كمال الزايم 46'                                                | برهان غنام 23' لعماري برغوغي 72'          | ريني روغالا                               | ملعب رادس                                 |
| 2007            | الترجي الرياضي                            | 2 – 1                                     | النادي البنزرتي                           | إنرامو 36' (ض.ج) جابر 49'                                                | جهاد زروق 61'                             | إيكاردو غونزاليس                          | ملعب رادس                                 |
| 2008            | الترجي الرياضي                            | 2 – 1                                     | النجم الساحلي                             | بوشروان 12'، 79'                                                         | مرياح 17'                                 | فلوريان ماير                              | ملعب رادس                                 |
| 2009            | النادي الصفاقسي                           | 1 – 0                                     | الاتحاد المنستيري                         | المرداسي 120'                                                            | —                                         | سليم الجديدي                              | ملعب رادس                                 |
| 2010            | الأولمبي الباجي                           | 1 – 0                                     | النادي الصفاقسي                           | مهدي حرب 24' (ض.ج)                                                       | —                                         | سليم الجديدي                              | ملعب رادس                                 |
| 2011            | الترجي الرياضي                            | 1 – 0                                     | النجم الساحلي                             | الدراجي 43'                                                              | —                                         | محمد سعيد القربي                          | ملعب رادس                                 |
| 2012            | النجم الساحلي                             | 1 – 0                                     | النادي الصفاقسي                           | أيمن الطرابلسي 18'                                                       | —                                         | سليم بلخواص                               | ملعب رادس                                 |
| 2013            | النادي البنزرتي                           | 2 – 1                                     | مستقبل المرسى                             | آدم الرجايبي ؟'، ؟'                                                      | أمير العمراني ؟'                          | محمد بن حسان                              | ملعب رادس                                 |
| 2014            | النجم الساحلي                             | 1 – 0                                     | النادي الصفاقسي                           | بونجاح 90+1' (ض.ج)                                                       | —                                         | يوسف السرايري                             | ملعب رادس                                 |
| 2015            | النجم الساحلي                             | 4 – 3                                     | الملعب القابسي                            | الخليل بانغورا 38' بونجاح 42'، 66'، 74'                                  | السيفي 3' أحمد حسني 24' بقير 61'          | أمير لوصيف                                | ملعب رادس                                 |
| 2016            | الترجي الرياضي                            | 2 – 0                                     | النادي الإفريقي                           | الخنيسي 50' رجايبي 54'                                                   | —                                         | هيثم قيراط                                | ملعب رادس                                 |
| 2017            | النادي الإفريقي                           | 1 – 0                                     | اتحاد بنقردان                             | خليفة 2'                                                                 | —                                         | الصادق السالمي                            | ملعب رادس                                 |
| 2018            | النادي الإفريقي                           | 4 – 1                                     | النجم الساحلي                             | بن يحيى 37' خليفة 51'، 90+4' العيادي 65'                                 | البدوي 81'                                | يوسف السرايري                             | ملعب رادس                                 |
| 2019            | النادي الصفاقسي                           | 0 – 0                                     | النجم الساحلي                             | —                                                                        | —                                         | نعيم حسني                                 | ملعب رادس                                 |
| 2020            | الاتحاد المنستيري                         | 2 – 0                                     | الترجي الرياضي                            | بدران 40' (ه.ذ.) العمري 82'                                              | —                                         | الصادق السالمي                            | ملعب بن جنات                              |
| 2021            | النادي الصفاقسي                           | 0 – 0                                     | النادي الإفريقي                           | —                                                                        | —                                         | محرز المالكي                              | ملعب جربة                                 |

1. ↑  كان نظام المباريات النهائية من 1956 إلى 1979 ينص على لعب مباراة ثانية في حال إنتهاء المباراة الأولى بالتعادل
2. ↑  فاز النجم الرياضي الساحلي بالمباراة الثانية بنتيجة 3-2
3. ↑  فاز الملعب التونسي بالمباراة الثانية بنتيجة 1-0
4. ↑  فاز الملعب التونسي بالمباراة الثانية بنتيجة 1-0
5. ↑  فاز النجم الرياضي الساحلي بالمباراة الثانية بنتيجة 2-1
6. ↑  فاز النادي الإفريقي بالمباراة الثانية بنتيجة 2-1
7. ↑  فاز النادي الإفريقي بالمباراة الثانية بركلات الترجيح 5-3 بعد إنتهاء الوقت الأصلي بالتعادل 0-0
8. ↑  فاز النجم الرياضي الساحلي بالمباراة الثانية بنتيجة 3-0
9. ↑  فاز النادي الإفريقي بالمباراة الثانية بركلات الترجيح 3-2 بعد إنتهاء الوقت الأصلي 0-0
10. ↑  فاز الترجي الرياضي التونسي بالمباراة الثانية بنتيجة 3-2
11. ↑  فاز المستقبل الرياضي بالمرسى بركلات الترجيح 5-4
12. ↑  فاز النادي الرياضي لحمام الأنف بركلات الترجيح 3-2
13. ↑  فاز الترجي الرياضي التونسي بركلات الترجيح 4-1
14. ↑  فاز النادي الأولمبي للنقل بركلات الترجيح 5-4
15. ↑  فاز الأولمبي الباجي بركلات الترجيح 3-1
16. ↑  فاز النادي الإفريقي بركلات الترجيح 4-3
17. ↑  فاز النادي الإفريقي بركلات الترجيح 3-2
18. ↑  فاز الترجي الرياضي التونسي بركلات الترجيح 5-4
19. ↑  فاز النادي الرياضي الصفاقسي بركلات الترجيح 5-4
20. ↑  فاز النادي الرياضي الصفاقسي بركلات الترجيح 5-4

| النادي                | البطل                                                                                         | الوصيف                                                                                        |
| --------------------- | --------------------------------------------------------------------------------------------- | --------------------------------------------------------------------------------------------- |
| الترجي التونسي        | 15 (1939، 1957، 1964، 1979، 1980، 1986، 1989، 1991، 1997، 1999، 2006، 2007، 2008، 2011، 2016) | 10 (1937، 1945، 1947، 1959، 1969، 1971، 1976، 2004، 2005، 2020)                               |
| النادي الإفريقي       | 13 (1965، 1967، 1968، 1969، 1970، 1972، 1973، 1976، 1992، 1998، 2000 ، 2017، 2018)            | 14 (1956، 1963، 1974، 1980، 1982، 1985، 1986، 1988، 1989، 1999، 2003، 2006، 2016، 2021)       |
| النجم الساحلي         | 10 (1959، 1963، 1974، 1975، 1981، 1983، 1996، 2012، 2014، 2015)                               | 15 (1939، 1946، 1950، 1954، 1957، 1958، 1960، 1967، 1991، 1994، 2001، 2008، 2011، 2018، 2019) |
| نادي حمام الأنف       | 9 (1947، 1948، 1949، 1950، 1951، 1954، 1955، 1985، 2001)                                      | 1 (1964)                                                                                      |
| النادي الصفاقسي       | 6 (1971، 1995، 2004، 2009، 2019، 2021)                                                        | 7 (1977، 1984، 1997، 2000، 2010، 2012، 2014)                                                  |
| الملعب التونسي        | 6 (1956، 1958، 1960، 1962، 1966، 2003)                                                        | 4 (1961، 1972، 1981، 1990)                                                                    |
| مستقبل المرسى         | 5 (1961، 1977، 1984، 1990، 1994)                                                              | 8 (1965، 1966، 1970، 1973، 1983، 1987، 1993، 2013)                                            |
| النادي البنزرتي       | 3 (1982، 1987، 2013)                                                                          | 3 (1948، 1951، 2007)                                                                          |
| الأولمبي الباجي       | 2 (1993، 2010)                                                                                | 2 (1995، 1998)                                                                                |
| الاتحاد المنستيري     | 1 (2020)                                                                                      | 1 (2009)                                                                                      |
| ترجي جرجيس            | 1 (2005)                                                                                      | —                                                                                             |
| النادي الأولمبي للنقل | 1 (1988)                                                                                      | —                                                                                             |
| سكك حديد صفاقس        | —                                                                                             | 2 (1968، 1979)                                                                                |
| الملعب السوسي         | —                                                                                             | 1 (1962)                                                                                      |
| مكارم المهدية         | —                                                                                             | 1 (1975)                                                                                      |
| الشبيبة القيروانية    | —                                                                                             | 1 (1996)                                                                                      |
| اتحاد بنقردان         | —                                                                                             | 1 (2017)                                                                                      |

كأس تونس 1987-2011
كأس تونس 2011-2015
كأس تونس الحالي وهو المُعتمَد منذ سنة 2016.

### كأس السوبر التونسي
كأس السوبر التونسي هي مسابقة في كرة القدم تجمع بين المحرز على البطولة والفائز بالكأس. وقد كانت تسمى سابقا بكأس الكؤوس، وكانت تنتظم في إطار الاحتفالات بعيد ميلاد الرئيس الحبيب بورقيبة. وحسب قوانين الجامعة التونسية لكرة القدم، فهي منافسة تجري كل سنة، ولكن منذ عودتها عام 1994 لم تنتظم إلا ثلاث مرات في 1994 و1995 و2001. وبالنسبة لموسم 2007-2008 كانت ستنظم يوم 7 فيفري 2009 بين حامل البطولة النادي الإفريقي وحامل الكأس الترجي الرياضي التونسي، ولكن المقابلة لم تجر بسبب كثافة الرزنامة، خاصة بعد اعتماد مسابقتين مغاربيتين جديدتين، كما لم تجر المقابلة الموالية التي كانت مبرمجة يوم 20 فيفري 2010. كما لم تجر المقابلة بين حامل البطولة الترجي الرياضي والمحرز على الكأس الأولمبي الباجي لعام 2010. كان يطلق عليه سابقًا «كأس الكؤوس» ، وقد تم تنظيمه كجزء من يوم النصر أو احتفالات عيد ميلاد الرئيس الحبيب بورقيبة. وفقًا للوائح الجامعة التونسية لكرة القدم (FTF) ، يجب عقده كل عام ، ولكن منذ إعادة تأهيله في عام 1993 ، تم لعبه ثلاث مرات فقط: 1994 و 1995 و 2001. في نهاية موسم 2007-2008 ، تم إعادة الكأس رسميًا على التقويم وتعارض ، في 7 فبراير 2009 ، النادي الإفريقي (البطل التونسي) إلى الترجي الرياضي التونسي (الفائز بكأس تونس). ومع ذلك ، بسبب الجدول الزائد ، بما في ذلك تقديم مسابقتين مغاربيتين جديدتين ، لم تتم المباراة. تم تحديد موعد الإصدار التالي في 20 فبراير 2010 ، ولكن تم إلغاؤه أيضًا. في أعقاب كأس أبطال 2010 المنعقد في تونس العاصمة ، ينص اتفاق بين رئيسي دوري المحترفين لكرة القدم (فرنسا) و FTF على تنظيم كأس السوبر التونسي 2010 في باريس ، مع مباراة بين أولمبيك من باجة إلى الترجي الرياضي في تونس. كانت وصفة المباراة يتم التبرع بها بالكامل لصندوق التضامن الوطني. ومع ذلك ، لم تتم المباراة حتى الآن. في عام 2015 ، وبناءً على اقتراح الراعي أوريدو ، يجب أن يحدث كأس السوبر في 22 ديسمبر 2015 في الدوحة ، ولكن لا تزال هذه الفكرة مهجورة.
|  | بطل الرابطة التونسية المحترفة الأولى |
|  | بطل كأس تونس                         |
|  | مباريات حُسِمت بالركلات الترجيحية      |

| السنة              | عدد            | البطل                      | النتيجة        | الوصيف                     |
| سجل كأس الكؤوس     | سجل كأس الكؤوس | سجل كأس الكؤوس             | سجل كأس الكؤوس | سجل كأس الكؤوس             |
| ------------------ | -------------- | -------------------------- | -------------- | -------------------------- |
| 1960               | 1              | الترجي الرياضي التونسي     | 2 – 1          | الملعب التونسي             |
| 1966               | 2              | الملعب التونسي             | 2 – 0          | النجم الرياضي الساحلي      |
| 1968               | 3              | النادي الإفريقي            | 3 – 1          | نادي سكك الحديد الصفاقسي   |
| 1970               | 4              | النادي الإفريقي            | 1 – 0          | الترجي الرياضي التونسي     |
| 1973               | 5              | النجم الرياضي الساحلي      | 5 – 2          | النادي الإفريقي            |
| 1979               | 6              | النادي الإفريقي            | 1 – 0          | الترجي الرياضي التونسي     |
| 1984               | 7              | النادي الرياضي البنزرتي    | 1 – 0          | المستقبل الرياضي بالمرسى   |
| 1985               | 8              | النادي الرياضي لحمام الأنف | 1 – 0          | الترجي الرياضي التونسي     |
| 1986               | 9              | النجم الرياضي الساحلي      | 1 – 1          | الترجي الرياضي التونسي     |
| 1987               | 10             | النجم الرياضي الساحلي      | 0 – 0          | النادي الرياضي البنزرتي    |
| كأس السوبر التونسي |                |                            |                |                            |
| 1993               | 11             | الترجي الرياضي التونسي     | 2 – 0          | المستقبل الرياضي بالمرسى   |
| 1995               | 12             | الأولمبي الباجي            | 1 – 1          | النادي الرياضي الصفاقسي    |
| 2001               | 13             | الترجي الرياضي التونسي     | 3 – 1          | النادي الرياضي لحمام الأنف |
| 2019               | 14             | الترجي الرياضي التونسي     | 2 – 1          | النادي الرياضي البنزرتي    |

| النادي                     | البطل                      | الوصيف                     | مشاركات |
| -------------------------- | -------------------------- | -------------------------- | ------- |
| الترجي الرياضي التونسي     | 3 (2001، 1993، 1960، 2019) | 4 (1970، 1979، 1985، 1986) | 8       |
| النادي الإفريقي            | 3 (1979، 1970، 1968)       | 1 (1973)                   | 4       |
| النجم الرياضي الساحلي      | 3 (1973، 1986، 1987)       | 1 (1966)                   | 4       |
| النادي الرياضي لحمام الأنف | 1 (1985)                   | 1 (2001)                   | 2       |
| الملعب التونسي             | 1 (1966)                   | 1 (1960)                   | 2       |
| النادي البنزرتي            | 1 (1984)                   | 1 (1987)                   | 2       |
| الأولمبي الباجي            | 1 (1995)                   | —                          | 1       |
| المستقبل الرياضي بالمرسى   | —                          | 2 (1984، 1993)             | 1       |
| سكك الحديد الصفاقسي        | —                          | 1 (1968)                   | 1       |
| النادي الرياضي الصفاقسي    | —                          | 1 (1995)                   | 1       |

1. ↑  فاز النجم الرياضي الساحلي على الترجي الرياضي التونسي بمباراة السوبر سنة 1986 بركلات الترجيح 5-4
2. ↑  فاز النجم الرياضي الساحلي على النادي الرياضي البنزرتي بمباراة السوبر سنة 1986 بركلات الترجيح 7-6
3. ↑  فاز الأولمبي الباجي على النادي الرياضي الصفاقسي بمباراة السوبر سنة 1995 بركلات الترجيح 5-4

### كأس الرابطة التونسية المحترفة
كانت بطولة كأس الرابطة التونسية المحترفة أفضل بطولات خروج المغلوب للأندية التونسية لكرة القدم . تم إنشاؤه في عام 1999 بهدف اللعب بين أفضل فرق كرة القدم التونسية مع بعض الفرق المدعوة ، مثل «منتخب تونس الأولمبي» في موسم 2000-2001 على سبيل المثال ، مقسومًا على مسابقتين منفصلتين لكل قسم أو مستوى خلال موسم 2006-2007. وقد أدى ذلك إلى ولادة كأس الرابطة المحترفة التونسية 1 و كأس الرابطة المحترفة التونسية 2 ، وسرعان ما حل البطولة في نهاية الموسم نفسه (2006-2007).
|  | مباريات حُسِمت بالركلات الترجيحية |

| الموسم  | البطل                    | النتيجة | الوصيف                     |
| ------- | ------------------------ | ------- | -------------------------- |
| 1999-00 | الملعب التونسي           | 1 – 0   | النادي الرياضي الصفاقسي    |
| 2000-01 | الأمل الرياضي بجربة      | 1 – 0   | منتخب تونس الأولمبي        |
| 2001-02 | الملعب التونسي           | 1 – 0   | النجم الرياضي بني خلاد     |
| 2002-03 | النادي الرياضي الصفاقسي  | 1 – 0   | الأولمبي الباجي            |
| 2003-04 | النادي الرياضي البنزرتي  | 1 – 1   | الأولمبي الباجي            |
| 2004-05 | النجم الرياضي الساحلي    | 1 – 0   | النادي الرياضي البنزرتي    |
| 2005-06 | لم تلعب                  | لم تلعب | لم تلعب                    |
| 2006-07 | المستقبل الرياضي بالمرسى | 1 – 0   | النادي الرياضي لحمام الأنف |

| النادي                     | البطل          | الوصيف         |
| -------------------------- | -------------- | -------------- |
| الملعب التونسي             | 2 (2000، 2001) | —              |
| الأمل الرياضي بجربة        | 1 (2001)       | —              |
| النادي الرياضي الصفاقسي    | 1 (2003)       | 1 (2000)       |
| النادي الرياضي البنزرتي    | 1 (2004)       | 1 (2005)       |
| النجم الرياضي الساحلي      | 1 (2005)       |                |
| المستقبل الرياضي بالمرسى   | 1 (2007)       |                |
| الأولمبي الباجي            | —              | 2 (2003، 2004) |
| النادي الرياضي لحمام الأنف | —              | 1 (2007)       |
| النجم الرياضي بني خلاد     | —              | 1 (2002)       |
| منتخب تونس الأولمبي        | —              | 1 (2001)       |

1. ↑  فاز النادي الرياضي البنزرتي بركلات الترجيح على الأولمبي الباجي (6-7)

### كؤوس أخرى
- كأس الهادي شاكر: هي مسابقة كرة القدم التونسية تأسست في عام 1959 من قبل الجامعة التونسية لكرة القدم ولعبت لآخر مرة في عام 1968. كان يطلق عليها الهادي شاكر، رمز الحركة الوطنية التونسية قتل يوم 13 سبتمبر 1953 من قبل اليد الحمراء. تأسست هذه المسابقة رسميا في عام 1959. وقد نشبت في وقت لاحق على أنها نسخة كأس سوبر لطبعتين. ومن حفر والفائز ببطولة تونس الفائز في كأس في تونس في عام 1961، والفائز من ضعف الدوري والكأس في منافسه النهائي من الكأس في عام 1962. أما بالنسبة للالإصدارات التالية، وتكرس ذلك للأندية والتي يتم إزالتها من كأس تونس من مرحلة خروج المغلوب وحتى الدور قبل النهائي. نهائيات المسابقة تجري في صفاقس، مسقط رأس هادي شاكر، فيما عدا الطبعات الثلاث الأولى التي تشهدها تونس.

| السنة | البطل                   | النتيجة | الوصيف                   |
| ----- | ----------------------- | ------- | ------------------------ |
| 1959  | الإتحاد الرياضي التونسي | 2 – 0   | الشباب الرياضي المطوي    |
| 1960  | لم تلعب                 | لم تلعب | لم تلعب                  |
| 1961  | الملعب الصفاقسي         | 1 – 0   | المستقبل الرياضي بالمرسى |
| 1962  | الملعب السوسي           | 2 – 0   | الملعب التونسي           |
| 1963  | النادي الرياضي الصفاقسي | 4 – 1   | الإتحاد الرياضي التونسي  |
| 1964  | الملعب التونسي          | 1 – 4   | النجم الرياضي الساحلي    |
| 1965  | النجم الرياضي الساحلي   | 3 – 1   | النادي الرياضي الصفاقسي  |
| 1966  | النادي الرياضي الصفاقسي | 1 – 0   | سكك الحديد الصفاقسي      |
| 1967  | نادي سكك الحديد التونسي | 1 – 0   | أولمبيك الكاف            |
| 1968  | الترجي الرياضي التونسي  | 5 – 1   | أولمبيك الكاف            |

| النادي                   | البطل         | الوصيف         | مشاركات |
| ------------------------ | ------------- | -------------- | ------- |
| النادي الرياضي الصفاقسي  | 2 (1963,1966) | 1 (1965)       | 3       |
| النجم الرياضي الساحلي    | 1 (1965)      | 1 (1965)       | 2       |
| الملعب التونسي           | 1 (1964)      | 1 (1962)       | 2       |
| الإتحاد الرياضي التونسي  | 1 (1959)      | 1 (1963)       | 2       |
| الترجي الرياضي التونسي   | 1 (1968)      | —              | 1       |
| نادي سكك الحديد التونسي  | 1 (1967)      | —              | 1       |
| الملعب السوسي            | 1 (1962)      | —              | 1       |
| الملعب الرياضي الصفاقسي  | 1 (1961)      | —              | 1       |
| أولمبيك الكاف            | —             | 2 (1967، 1968) | 2       |
| نادي سكك الحديد الصفاقسي | —             | 1 (1966)       | 1       |
| المستقبل الرياضي بالمرسى | —             | 1 (1961)       | 1       |
| الشباب الرياضي المطوي    | —             | 1 (1959)       | 1       |

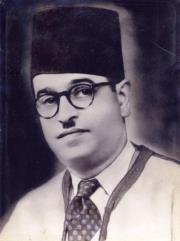
الهادي شاكر رمز الحركة الوطنية

- دورة حمدة العواني: دورة حمدة العواني هي دورة كرة قدم نظمتها الجامعة التونسية لكرة القدم سنة 1978. دورة واحدة نظمت لكي تعوض كأس تونس الملغات آنذاك بسبب مشاركة منتخب تونس في كأس العالم 1978. فاز بها الترجي الرياضي التونسي.

| فريق 1                 | نتيجة | فريق 2                  |
| ---------------------- | ----- | ----------------------- |
| الترجي الرياضي التونسي | 2 – 0 | النادي الرياضي الصفاقسي |

- كأس الرابطة للهواة والبروموسبور: منافسة كرة قدم تونسية تأسست سنة 2001 من قبل الجامعة التونسية لكرة القدم. تشارك فيها فرق رابطات الهواة (الرابطة الرابعة والرابطة الخامسة).

| الموسم | البطل                         |
| ------ | ----------------------------- |
| 2001   | الأهلي الرياضي الصفاقسي       |
| 2002   | الأهلي الرياضي الصفاقسي       |
| 2003   | جمعية مقرين الرياضية          |
| 2004   | الاتحاد الرياضي ببوسالم       |
| 2005   | نادي محيط قرقنة               |
| 2006   | نادي محيط قرقنة               |
| 2007   | الأمل الرياضي بجربة           |
| 2011   | القلعة الرياضية               |
| 2012   | النهضة الرياضية بجمال         |
| 2013   | مولدية منوبة                  |
| 2014   | الاتحاد الرياضي بسبيطلة       |
| 2015   | الملعب الإفريقي بمنزل بورقيبة |
| 2016   | نجم الفحص                     |

| النادي                        | البطل | الوصيف | سنوات البطولة |
| ----------------------------- | ----- | ------ | ------------- |
| الأهلي الرياضي بصفاقسي        | 2     | 0      | 2001, 2002    |
| نادي محيط قرقنة               | 2     | 0      | 2005, 2006    |
| الاتحاد الرياضي ببوسالم       | 1     | 1      | 2004          |
| القلعة الرياضية               | 1     | 1      | 2011          |
| مولدية منوبة                  | 1     | 1      | 2013          |
| الاتحاد الرياضي بسبيطلة       | 1     | 1      | 2014          |
| نجم الفحص                     | 1     | 1      | 2016          |
| جمعية مقرين الرياضية          | 1     | 0      | 2003          |
| الاتحاد الرياضي ببن قردان     | 1     | 0      | 2007          |
| النهضة الرياضية بجمال         | 1     | 0      | 2012          |
| الملعب الإفريقي بمنزل بورقيبة | 1     | 0      | 2015          |

## المشاركة في البطولات الدولية

### البطولات الدولية للمنتخب

#### كأس العالم
كان المنتخب التونسي أول منتخب من أفريقيا يفوز بمباراة في كأس العالم عندما تغلب على المكسيك 3 - 1 في كأس العالم لكرة القدم 1978، مما جعل الفيفا تقرّر بعد ذلك ترشيح منتخبين من أفريقيا عوض منتخب واحد. في 9 نوفمبر 2005، اختار الاتحاد الدولي لكرة القدم هدفا سجله منتخب تونس، أثناء تصفيات كأس العالم لكرة القدم 2006 الهدف الأجمل في العالم، من ضمن جميع الأهداف التي شهدتها مختلف القارات وكان الهدف للاعب التونسي مهدي النفطي في مرمى منتخب بوتسوانا في العاصمة غابورون.في كأس العالم لكرة القدم 2018 قامت تونس بالربح ضد بنما 2-1 و لكن الخسارة ضد بلجيكيا وإنجلترا. ترشح المنتخب التونسي لكرة القدم خمسة مرات في تاريخه لكأس العالم في 1978، 1998، 2002 و2006 و 2018. بالرغم من كونه أول فريق إفريقي يفوز بماراة في هذه المنافسات ضد منتخب المكسيك و أول دولة عربية و إفريقية تفوز على منتخب بنما في 1978 و 2018، إلا أنهما بقيتا المباراتين التي فاز بها في تاريخه في مباريات كأس العالم, خسر تسعة مباريات وتعادل في أربعة مباريات. ولحدود سنة 2018 لم يتجاوز الجولة الأولى.
| سجل المشاركات في كأس العالم لكرة القدم | سجل المشاركات في كأس العالم لكرة القدم | سجل المشاركات في كأس العالم لكرة القدم | سجل المشاركات في كأس العالم لكرة القدم | سجل المشاركات في كأس العالم لكرة القدم | سجل المشاركات في كأس العالم لكرة القدم | سجل المشاركات في كأس العالم لكرة القدم | سجل المشاركات في كأس العالم لكرة القدم | سجل المشاركات في كأس العالم لكرة القدم | سجل المشاركات في كأس العالم لكرة القدم |
| النسخة                                 | الجولة                                 | المركز                                 | لعب                                    | فاز                                    | تعادل                                  | خسر                                    | له                                     | عليه                                   | تفاصيل                                 |
| -------------------------------------- | -------------------------------------- | -------------------------------------- | -------------------------------------- | -------------------------------------- | -------------------------------------- | -------------------------------------- | -------------------------------------- | -------------------------------------- | -------------------------------------- |
| 1930                                   | تحت الإحتلال الفرنسي                   | تحت الإحتلال الفرنسي                   | تحت الإحتلال الفرنسي                   | تحت الإحتلال الفرنسي                   | تحت الإحتلال الفرنسي                   | تحت الإحتلال الفرنسي                   | تحت الإحتلال الفرنسي                   | تحت الإحتلال الفرنسي                   | تحت الإحتلال الفرنسي                   |
| 1934                                   | تحت الإحتلال الفرنسي                   | تحت الإحتلال الفرنسي                   | تحت الإحتلال الفرنسي                   | تحت الإحتلال الفرنسي                   | تحت الإحتلال الفرنسي                   | تحت الإحتلال الفرنسي                   | تحت الإحتلال الفرنسي                   | تحت الإحتلال الفرنسي                   | تحت الإحتلال الفرنسي                   |
| 1938                                   | تحت الإحتلال الفرنسي                   | تحت الإحتلال الفرنسي                   | تحت الإحتلال الفرنسي                   | تحت الإحتلال الفرنسي                   | تحت الإحتلال الفرنسي                   | تحت الإحتلال الفرنسي                   | تحت الإحتلال الفرنسي                   | تحت الإحتلال الفرنسي                   | تحت الإحتلال الفرنسي                   |
| 1950                                   | تحت الإحتلال الفرنسي                   | تحت الإحتلال الفرنسي                   | تحت الإحتلال الفرنسي                   | تحت الإحتلال الفرنسي                   | تحت الإحتلال الفرنسي                   | تحت الإحتلال الفرنسي                   | تحت الإحتلال الفرنسي                   | تحت الإحتلال الفرنسي                   | تحت الإحتلال الفرنسي                   |
| 1954                                   | تحت الإحتلال الفرنسي                   | تحت الإحتلال الفرنسي                   | تحت الإحتلال الفرنسي                   | تحت الإحتلال الفرنسي                   | تحت الإحتلال الفرنسي                   | تحت الإحتلال الفرنسي                   | تحت الإحتلال الفرنسي                   | تحت الإحتلال الفرنسي                   | تحت الإحتلال الفرنسي                   |
| 1958                                   | لم يشارك                               | لم يشارك                               | لم يشارك                               | لم يشارك                               | لم يشارك                               | لم يشارك                               | لم يشارك                               | لم يشارك                               | لم يشارك                               |
| 1962                                   | لم يتأهل                               | لم يتأهل                               | لم يتأهل                               | لم يتأهل                               | لم يتأهل                               | لم يتأهل                               | لم يتأهل                               | لم يتأهل                               | لم يتأهل                               |
| 1966                                   | إنسحب                                  | إنسحب                                  | إنسحب                                  | إنسحب                                  | إنسحب                                  | إنسحب                                  | إنسحب                                  | إنسحب                                  | إنسحب                                  |
| 1970                                   | لم يتأهل                               | لم يتأهل                               | لم يتأهل                               | لم يتأهل                               | لم يتأهل                               | لم يتأهل                               | لم يتأهل                               | لم يتأهل                               | لم يتأهل                               |
| 1974                                   | لم يتأهل                               | لم يتأهل                               | لم يتأهل                               | لم يتأهل                               | لم يتأهل                               | لم يتأهل                               | لم يتأهل                               | لم يتأهل                               | لم يتأهل                               |
| 1978                                   | دور المجموعات                          | 9                                      | 3                                      | 1                                      | 1                                      | 1                                      | 3                                      | 2                                      | تفاصيل                                 |
| 1982                                   | لم يتأهل                               | لم يتأهل                               | لم يتأهل                               | لم يتأهل                               | لم يتأهل                               | لم يتأهل                               | لم يتأهل                               | لم يتأهل                               | لم يتأهل                               |
| 1986                                   | لم يتأهل                               | لم يتأهل                               | لم يتأهل                               | لم يتأهل                               | لم يتأهل                               | لم يتأهل                               | لم يتأهل                               | لم يتأهل                               | لم يتأهل                               |
| 1990                                   | لم يتأهل                               | لم يتأهل                               | لم يتأهل                               | لم يتأهل                               | لم يتأهل                               | لم يتأهل                               | لم يتأهل                               | لم يتأهل                               | لم يتأهل                               |
| 1994                                   | لم يتأهل                               | لم يتأهل                               | لم يتأهل                               | لم يتأهل                               | لم يتأهل                               | لم يتأهل                               | لم يتأهل                               | لم يتأهل                               | لم يتأهل                               |
| 1998                                   | دور المجموعات                          | 26                                     | 3                                      | 0                                      | 1                                      | 2                                      | 1                                      | 4                                      | تفاصيل                                 |
| 2002                                   | دور المجموعات                          | 29                                     | 3                                      | 0                                      | 1                                      | 2                                      | 1                                      | 5                                      | تفاصيل                                 |
| 2006                                   | دور المجموعات                          | 24                                     | 3                                      | 0                                      | 1                                      | 2                                      | 3                                      | 6                                      | تفاصيل                                 |
| 2010                                   | لم يتأهل                               | لم يتأهل                               | لم يتأهل                               | لم يتأهل                               | لم يتأهل                               | لم يتأهل                               | لم يتأهل                               | لم يتأهل                               | لم يتأهل                               |
| 2014                                   | لم يتأهل                               | لم يتأهل                               | لم يتأهل                               | لم يتأهل                               | لم يتأهل                               | لم يتأهل                               | لم يتأهل                               | لم يتأهل                               | لم يتأهل                               |
| 2018                                   | دور المجموعات                          | 24                                     | 3                                      | 1                                      | 0                                      | 2                                      | 5                                      | 8                                      | تفاصيل                                 |
| 2022                                   | سيحدد فيما بعد                         | سيحدد فيما بعد                         | سيحدد فيما بعد                         | سيحدد فيما بعد                         | سيحدد فيما بعد                         | سيحدد فيما بعد                         | سيحدد فيما بعد                         | سيحدد فيما بعد                         | سيحدد فيما بعد                         |
| 2026                                   | سيحدد فيما بعد                         | سيحدد فيما بعد                         | سيحدد فيما بعد                         | سيحدد فيما بعد                         | سيحدد فيما بعد                         | سيحدد فيما بعد                         | سيحدد فيما بعد                         | سيحدد فيما بعد                         | سيحدد فيما بعد                         |
| المجموع                                | دور المجموعات                          | 5/21                                   | 12                                     | 1                                      | 4                                      | 7                                      | 8                                      | 17                                     | –                                      |

شعار مونديال الأرجنتين 1978 الذي شارك فيها منتخب تونس للمرة الأولى
شعار مونديال فرنسا 1998 الذي شارك فيها منتخب تونس للمرة الثانية
شعار مونديال كوريا و اليابان 2002 الذي شارك فيها منتخب تونس للمرة الثالثة
شعار مونديال ألمانيا 2006 الذي شارك فيها منتخب تونس للمرة الرابعة
شعار مونديال روسيا 2018 الذي شارك فيها منتخب تونس للمرة الخامسة
شعار مونديال قطر الذي شارك فيها منتخب تونس للمرة السادسة

#### كأس القارات
| السنة         | الجولة                 | لعب | فاز | تعادل | خسر | له | عليه |
| ------------- | ---------------------- | --- | --- | ----- | --- | -- | ---- |
| 1992 إلى 2003 | لم تتأهل إلى النهائيات | -   | -   | -     | -   | -  | -    |
| 2005          | الجولة 1               | 3   | 1   | 0     | 2   | 3  | 5    |
| 2009          | لم تتأهل إلى النهائيات | -   | -   | -     | -   | -  | -    |
| المجموع       | 1/8                    | 3   | 1   | 0     | 2   | 3  | 5    |

#### كأس أمم أفريقيا
يعرض هذا المقال جميع مشاركات تونس في كأس الأمم الأفريقية. ويعد المنتخب التونسي من أقوى المنتخبات على المستوى الأفريقي بلغ النهائي 3 مرات وتوج بها لمرة وحيدة. شارك 18 مرة في المونديال الأسمر وكانت أفضل نتيجة له التتويج بالأميرة الأفريقية على أراضيه سنة 2004. لعب المنتخب التونسي 68 مباراة فاز في 22 تعادل في 25 مباراة وانقاد للهزيمة 21 مرة. أما على مستوى الأهداف فقد سجلت تونس 88 هدف بينما قبلت 86 هدف في شباكها. كما أن تونس إستضافة العرس القاري في ثلاث مناسبات سنوات 1965، 1994 و2004.
| 1957 | لم تشارك           | 1976 | لم تتأهل للنهائيات | 1994 | المرحلة الأولى | 2012 | ربع النهائي    |
| 1959 | لم تشارك           | 1978 | المركز الرابع      | 1996 | الوصيف         | 2013 | المرحلة الأولى |
| 1962 | المركز الثالث      | 1980 | انسحب              | 1998 | ربع النهائي    | 2015 | ربع النهائي    |
| 1963 | المرحلة الأولى     | 1982 | المرحلة الأولى     | 2000 | المركز الرابع  | 2017 | ربع النهائي    |
| 1965 | الوصيف             | 1984 | لم تتأهل للنهائيات | 2002 | المرحلة الأولى |      |                |
| 1968 | لم تتأهل للنهائيات | 1986 | لم تتأهل للنهائيات | 2004 | البطل          |      |                |
| 1970 | لم تشارك           | 1988 | لم تتأهل للنهائيات | 2006 | ربع النهائي    |      |                |
| 1972 | لم تتأهل للنهائيات | 1990 | لم تتأهل للنهائيات | 2008 | ربع النهائي    |      |                |
| 1974 | لم تشارك           | 1992 | لم تتأهل للنهائيات | 2010 | المرحلة الأولى |      |                |

#### بطولة أمم أفريقيا للمحليين
| سجل بطولة أمم أفريقيا للمحليين | سجل بطولة أمم أفريقيا للمحليين | سجل بطولة أمم أفريقيا للمحليين | سجل بطولة أمم أفريقيا للمحليين | سجل بطولة أمم أفريقيا للمحليين | سجل بطولة أمم أفريقيا للمحليين | سجل بطولة أمم أفريقيا للمحليين | سجل بطولة أمم أفريقيا للمحليين | سجل بطولة أمم أفريقيا للمحليين |
| لقب البطولة: 1 المشاركات: 2    | لقب البطولة: 1 المشاركات: 2    | لقب البطولة: 1 المشاركات: 2    | لقب البطولة: 1 المشاركات: 2    | لقب البطولة: 1 المشاركات: 2    | لقب البطولة: 1 المشاركات: 2    | لقب البطولة: 1 المشاركات: 2    | لقب البطولة: 1 المشاركات: 2    | لقب البطولة: 1 المشاركات: 2    |
| النسخة                         | الجولة                         | المركز                         | لعب                            | فاز                            | عدل                            | خسر                            | له                             | عليه                           |
| ------------------------------ | ------------------------------ | ------------------------------ | ------------------------------ | ------------------------------ | ------------------------------ | ------------------------------ | ------------------------------ | ------------------------------ |
| 2009                           | لم يتأهل                       | لم يتأهل                       | لم يتأهل                       | لم يتأهل                       | لم يتأهل                       | لم يتأهل                       | لم يتأهل                       | لم يتأهل                       |
| 2011                           | بطل                            | 1                              | 6                              | 4                              | 2                              | 0                              | 11                             | 3                              |
| 2014                           | لم يتأهل                       | لم يتأهل                       | لم يتأهل                       | لم يتأهل                       | لم يتأهل                       | لم يتأهل                       | لم يتأهل                       | لم يتأهل                       |
| 2016                           | ربع نهائي                      | 8                              | 4                              | 1                              | 2                              | 1                              | 9                              | 5                              |
| 2018                           | لم يشارك                       | لم يشارك                       | لم يشارك                       | لم يشارك                       | لم يشارك                       | لم يشارك                       | لم يشارك                       | لم يشارك                       |
| المجموع                        | بطل                            | 1/2                            | 10                             | 5                              | 4                              | 1                              | 20                             | 8                              |

#### كأس العرب
| كأس أمم العرب | كأس أمم العرب | كأس أمم العرب | كأس أمم العرب | كأس أمم العرب | كأس أمم العرب | كأس أمم العرب | كأس أمم العرب | كأس أمم العرب |
| المشاركات: 2  | المشاركات: 2  | المشاركات: 2  | المشاركات: 2  | المشاركات: 2  | المشاركات: 2  | المشاركات: 2  | المشاركات: 2  | المشاركات: 2  |
| النسخة        | الجولة        | المركز        | لعب           | فاز           | عدل           | خسر           | له            | عليه          |
| ------------- | ------------- | ------------- | ------------- | ------------- | ------------- | ------------- | ------------- | ------------- |
| 1963          | بطل           | 1             | 4             | 4             | 0             | 0             | 11            | 1             |
| 1964          | لم يشارك      | لم يشارك      | لم يشارك      | لم يشارك      | لم يشارك      | لم يشارك      | لم يشارك      | لم يشارك      |
| 1966          | لم يشارك      | لم يشارك      | لم يشارك      | لم يشارك      | لم يشارك      | لم يشارك      | لم يشارك      | لم يشارك      |
| 1985          | لم يشارك      | لم يشارك      | لم يشارك      | لم يشارك      | لم يشارك      | لم يشارك      | لم يشارك      | لم يشارك      |
| 1988          | دور المجموعات | 7             | 4             | 0             | 3             | 1             | 3             | 4             |
| 1992          | لم يشارك      | لم يشارك      | لم يشارك      | لم يشارك      | لم يشارك      | لم يشارك      | لم يشارك      | لم يشارك      |
| 1998          | لم يشارك      | لم يشارك      | لم يشارك      | لم يشارك      | لم يشارك      | لم يشارك      | لم يشارك      | لم يشارك      |
| 2002          | لم يشارك      | لم يشارك      | لم يشارك      | لم يشارك      | لم يشارك      | لم يشارك      | لم يشارك      | لم يشارك      |
| 2012          | لم يشارك      | لم يشارك      | لم يشارك      | لم يشارك      | لم يشارك      | لم يشارك      | لم يشارك      | لم يشارك      |
| المجموع       | بطل           | 2/9           | 8             | 4             | 3             | 1             | 14            | 5             |

### إحصائيات البطولات
| البطولات العالمية                                                | البطولات الأفريقية | البطولات العربية                                                                             | البطولات المتوسطية |
| ---------------------------------------------------------------- | --- | -------------------------------------------------------------------------------------------- | --- |
| - المركز التاسع كأس العالم 1978 - المركز السادس كأس القارات 2005 | - بطل كأس الأمم الأفريقية 2004 - بطل بطولة أمم أفريقيا للمحليين 2011 - وصيف كأس الأمم الأفريقية 1965 - وصيف كأس الأمم الأفريقية 1996 - ثالث كأس الأمم الأفريقية 1962 - ثالث الألعاب الأفريقية 2007 | - بطل كأس العرب لكرة القدم 1963 - بطل كأس فلسطين للأمم 1973 - وصيف دورة الألعاب العربية 1957 | - بطل ألعاب البحر الأبيض المتوسط 2001 - وصيف ألعاب البحر الأبيض المتوسط 1971 - ثالث ألعاب البحر الأبيض المتوسط 1975 - ثالث ألعاب البحر الأبيض المتوسط 2013 |

## مشاركات الفرق

### أفضل نتائج الفرق التونسية في المسابقات الإفريقية والعالمية (الكاف والفيفا)
تعتبر الفرق التونسية من أفضل الفرق الأفريقية بإجمالي التتويج بـ24 لقبا. 12 فريقا تونسيا في الإجمال لعب في المسابقات الأفريقية. أما النجم الرياضي الساحلي هو النادي التونسي الأكثر تتويجا بالكؤوس الأفريقية برصيد 9 ألقاب يأتي بعده الترجي الرياضي التونسي برصيد 8 ألقاب. كما أن للأندية التونسية نصيب في كأس العالم للأندية ب4 مشاركات 3 للترجي سنوات 2011 و2018 و2019 بفضل ظفره بلقب دوري أبطال أفريقيا أعوام 2011 و2018 و2019 ومشاركة وحيدة النجم الساحلي سنة2007 التي تحصل آنذاك على المرتبة الرابعة كأفضل نتيجة للفرق التونسية في مونديال الأندية. أما بالنسبة لأمجد الكؤوس «دوري أبطال أفريقيا» الأندية التونسية تحتل مكانة هائلة في المسابقة، الترجي الرياضي التونسي أكثر الأندية التونسية مشاركة بالمسابقة بـ26 مرة وصل للنهائي 8 مرات وتوج بها أربع مرات أعوام 1994، 2011 و2018 و2019 أما بالنسبة للنجم الرياضي الساحلي شارك 12 مرة وصل للنهائي 3 مرات وتوج بها لمرة واحدة سنة 2007، وأخيرا النادي الإفريقي شارك 10 مرات وتوج بها في أول نهائي له سنة 1991، وأكتفى النادي الرياضي الصفاقسي بالمركز الثاني سنة 2006 بعد كارثة تحكيمية في المباراة النهائية. أما في ثاني أمجد الكؤوس «كأس الكونفيدرالية الأفريقية» الأندية التونسية هي الأكثر تتويجا بالألقاب في تاريخ هذه المسابقة برصيد 5 بطولات ويعتبر النادي الرياضي الصفاقسي الأكثر تتويجا بكأس الكونفيدرالية الأفريقية برصيد ثلاث ألقاب سنوات 2007، 2008 و2013، ويليه النجم الرياضي الساحلي بلقبين إثنين توج بها أعوام 2006 و2015. لكن سوء الحظ دائما ما يتبع الفرق التونسية في «كأس السوبر الأفريقي» إذ شاركت 12 مرة وتوجت بها 3 مرات فقط، النجم الرياضي الساحلي توج بها أعوام 1998 و2003 وأكتفى بالوصافة أعوام 2004، 2007 و2016. أما الترجي الرياضي التونسي شارك 5 مرات وتوج بها لمرة واحدة سنة 1995 وأكتفى بالوصافة أعوام 1999، 2012، 2019 و2020. أما النادي الرياضي الصفاقسي شارك ثلاث مرات أعوام 2007، 2008 و 2014 إحداها ضد النجم الرياضي الساحلي سنة 2008.
| النادي                      | دوري أبطال أفريقيا               | كأس الكونفيدرالية الأفريقية | كأس السوبر الأفريقي         | كأس الاتحاد الأفريقي | كأس الكؤوس الأفريقية  | الكأس الأفروآسيوية للأندية | كأس العالم للأندية       |
| --------------------------- | -------------------------------- | --------------------------- | --------------------------- | -------------------- | --------------------- | -------------------------- | ------------------------ |
| النجم الرياضي الساحلي       | البطل 2007                       | البطل (2) 2006، 2015        | البطل (2) 1998، 2003        | البطل (2) 1995، 1999 | البطل (2) 1997، 2003  | –                          | المركز الرابع 2007       |
| الترجي الرياضي التونسي      | البطل (4) 1994، 2011، 2018، 2019 | دور المجموعات 2015          | البطل 1995                  | البطل 1997           | البطل 1998            | البطل 1995                 | المركز الخامس 2018، 2019 |
| النادي الرياضي الصفاقسي     | الوصيف 2006                      | البطل (3) 2007، 2008، ¹2013 | الوصيف (3) 2007، 2008، 2014 | البطل 1998           | –                     | –                          | –                        |
| النادي الإفريقي             | البطل 1991                       | الوصيف 2011                 | –                           | النصف النهائي 2003   | الوصيف (2) 1990، 1999 | البطل 1992                 | –                        |
| النادي الرياضي البنزرتي     | –                                | النصف النهائي 2013          | –                           | النصف النهائي 1992   | البطل 1988            | –                          | –                        |
| النادي الرياضي لحمام الأنف  | –                                | –                           | –                           | –                    | النصف النهائي 1986    | –                          | –                        |
| الأولمبي الباجي             | –                                | الدور الأول 2011            | –                           | –                    | الربع النهائي 1994    | –                          | –                        |
| المستقبل الرياضي بالمرسى    | –                                | دور المجموعات 2005          | –                           | –                    | الربع النهائي 1995    | –                          | –                        |
| الملعب التونسي              | –                                | دور الـ32 2004              | –                           | –                    | الربع النهائي 1993    | –                          | –                        |
| الشبيبة الرياضية القيروانية | –                                | دور الـ32 2005              | –                           | الربع النهائي 1994   | –                     | –                          | –                        |
| الملعب الڨابسي              | –                                | الدور الثالث 2016           | –                           | –                    | –                     | –                          | –                        |
| الترجي الرياضي الجرجيسي     | –                                | الدور الأول 2006            | –                           | –                    | –                     | –                          | –                        |
| مجموع البطولات              | 6                                | 5                           | 3                           | 3                    | 3                     | 2                          | 0                        |

- ¹: رقم قياسي

### أفضل نتائج الفرق التونسية في المسابقات العربية (يوافا)
تعد الأندية التونسية ثاني أكثر من توج بالبطولات العربية برصيد 11 بطولة (بعد الأندية السعودية المتوجة بـ12 بطولة). ويعد الترجي الرياضي التونسي أكثر الأندية التونسية تتويجا بالبطولات العربية برصيد 4 بطولات يليه النادي الرياضي الصفاقسي والملعب التونسي ببطولتين لكل منهما. توجت الفرق التونسية بأمجد البطولات العربية «كأس العرب للأندية الأبطال» 7 مرات 3 منها للترجي الرياضي التونسي صاحب الرقم الرقياسي في عدد التتويجات أعوام 1993، 2009 و2017 وبطولتين للنادي الرياضي الصفاقسي في نسختي 2000 و2004 وبطولة وحيدة للنجم الرياضي الساحلي سنة 2019 ونفس الشيء للنادي الإفريقي سنة 1997. بالنسبة للوصافة فقد أحتلت الفرق التونسية المركز الثاني خمس مرات، مرتين للترجي الراضي التونسي سنوات 1986 و1995، مرتين أيضا للنادي الإفريقي سنوات 1988 و2002، وأخيرا إحتل النادي الرياضي الصفاقسي المركز الثاني سنة 2005.
| النادي                    | كأس العرب للأندية الأبطال   | البطولة العربية للأندية الفائزة بالكؤوس | كأس السوبر العربي  |
| ------------------------- | --------------------------- | --------------------------------------- | ------------------ |
| الترجي الرياضي التونسي    | البطل (3) 1993، 2009، ¹2017 | –                                       | البطل 1996         |
| النادي الرياضي الصفاقسي   | البطل (2) 2000، 2004        | –                                       | المركز الرابع 2001 |
| النادي الإفريقي           | البطل 1997                  | البطل 1995                              | الوصيف 1998        |
| الملعب التونسي            | المركز الرابع 2002          | البطل (2) 1989، 2001                    | –                  |
| النجم الرياضي الساحلي     | البطل 2019                  | وصيف 1995                               | –                  |
| النادي الرياضي البنزرتي   | النصف النهائي 1994          | –                                       | –                  |
| المستقبل الرياضي بالمرسى  | –                           | النصف النهائي (2) 1992، 1994            | –                  |
| الأولمبي الباجي           | دور المجموعات 1999          | –                                       | –                  |
| الاتحاد الرياضي المنستيري | الربع النهائي 2009          | –                                       | –                  |
| مجموع البطولات            | 6                           | 3                                       | 1                  |

- ¹: رقم قياسي

### أفضل نتائج الفرق التونسية في مسابقات شمال أفريقيا و المغرب العربي (يوناف)
| النادي                  | كأس شمال أفريقيا للأندية البطلة | كأس شمال أفريقيا للأندية الفائزة بالكؤوس | كأس سوبر شمال إفريقيا | الكأس المغاربية للأندية البطلة | الكأس المغاربية للأندية الفائزة بالكؤوس |
| ----------------------- | ------------------------------- | ---------------------------------------- | --------------------- | ------------------------------ | --------------------------------------- |
| النادي الإفريقي         | البطل (2) 2008، ¹2010           | –                                        | –                     | البطل (3) 1974، 1975، ¹1976    | البطل 1971                              |
| النجم الرياضي الساحلي   | –                               | –                                        | –                     | البطل 1973                     | البطل 1975                              |
| الترجي الرياضي التونسي  | الوصيف 2009                     | البطل 2008                               | الوصيف 2010           | الوصيف 1970                    | النصف النهائي 1972                      |
| النادي الرياضي الصفاقسي | –                               | البطل 2009                               | –                     | الوصيف 1969، 1971              | –                                       |
| مستقبل المرسى           | –                               | –                                        | –                     | –                              | الوصيف 1971                             |
| الأولمبي الباجي         | –                               | النصف النهائي 2010                       | –                     | –                              | –                                       |
| مكارم المهدية           | –                               | –                                        | –                     | –                              | الربع النهائي 1975                      |
| مجموع البطولات          | 2                               | 2                                        | 0                     | 4                              | 2                                       |

- ¹: رقم قياسي

### المشاركات في كأس العالم للأندية
الترجي الرياضي التونسي (2)
- المركز السادس: 2011
- المركز الخامس: 2018[12][13][14]

النجم الرياضي الساحلي (1)
- المركز الرابع: 2007

## منافسات وكلاسيكو

### ديربي تونس العاصمة
دربي تونس العاصمة أو دربي العاصمة هو المباراة الكبيرة التي تجمع أكبر ناديين في تونس العاصمة وهما الترجي الرياضي التونسي والنادي الإفريقي. كما يوجد دربي مصغر يجمع أحد هذين الفريقين مع نادي الملعب التونسي. يمثل كل واحد من الفريقين حيا بمدينة تونس، حي باب سويقة بالنسبة للترجي وحي باب جديد بالنسبة للنادي الإفريقي. يحتل دربي تونس المرتبة الثالثة عربيا لترتيب الدربيات العربية. كانت مقابلات الدربي تدور سابقا في ملعب الشاذلي زويتن، ثم انتقلت إلى الملعب الأولمبي بالمنزه، ومنذ عام 2001 أصبحت تدور في الملعب الأولمبي برادس.

### ديربي تونس الصغير
دربي تونس الصغير هي مباريات لكرة القدم تقام بين فرق إقليم مدينة تونس. تكون هيكل المباريات كل من النادي الإفريقي والترجي الرياضي التونسي ضد الملعب التونسي و لكن المباريات التي تجمع النادي الإفريقي والترجي تسمى ديربي تونس العاصمة.

### ديربي قابس
دربي قابس مباراة دربي كرة القدم بين الملعب القابسي والـمستقبل الرياضي بقابس، ويعتبر ثاني أهم دربي تونسي. تليها العديد من المؤيدين، لعبت في دوري الرابطة المحترفة الأولى أو الرابطة المحترفة الثانية. عقد اجتماع مهم بما فيه الكفاية ليتم بثها على التلفزيون، كما هو الحال في عام 2007 عندما تم بثه التلفزيون ديربي على الهواء مباشرة على قناة 21. هذا الديربي يقام في الملعب الاولمبي في قابس تأسست الملعب القابسي في عام 1957 ومستقبل قابس في عام 1978. كل من هذه الفرق هي منطقة من المدينة: الملعب القابسي غريم للمستقبل قابس. التنافس أول المنشأ الجغرافي في تونس، الناديين اللعب في نفس المدينة: قابس. ومع ذلك، وتفاقم من قبل سباق للدوري. وقد دعت العديد من الناس اندماج الناديين، ولكن ذلك لم يحدث. الصحافة التونسية لا يعتقدون أن إنشاء النادي القابسي كبير من شأنه أن يخلق مركز جديد لكرة القدم في تونس من أجل معارضة سيادة أندية تونس.

### كلاسيكو تونس
| جزء من مقالات |
| كلاسيكو تونس |
| --- |
| - النادي الإفريقي ضد النجم الساحلي - النادي الإفريقي ضد النادي الصفاقسي - الترجي الرياضي ضد النجم الساحلي - الترجي الرياضي ضد النادي الصفاقسي - النجم الساحلي ضد النادي الصفاقسي |

كلاسيكو تونس هي مباريات كرة قدم بين أقطاب كرة القدم التونسية في الرابطة التونسية المحترفة الأولى لكرة القدم وكأس تونس وأيضا تكون هنالك مقابلات في دوري أبطال أفريقيا وكأس الكونفيدرالية الأفريقية والبطولة العربية للأندية و يكون هيكل المباريات كالتالي:
- الترجي الرياضي التونسي ضد النجم الرياضي الساحلي
- النادي الإفريقي ضد النجم الرياضي الساحلي
- النادي الإفريقي ضد النادي الرياضي الصفاقسي
- النجم الرياضي الساحلي ضد النادي الرياضي الصفاقسي
- الترجي الرياضي التونسي ضد النادي الرياضي الصفاقسي
- أما بالنسبة للمباراة التي تجمع الترجي الرياضي التونسي ضد النادي الإفريقي فهي مباراة ديربي تونس العاصمة.

## الأندية
| النادي                      | الملعب                    | تأسس |
| --------------------------- | ------------------------- | ---- |
| الترجي الرياضي التونسي      | الملعب الأولمبي برادس     | 1919 |
| النادي الإفريقي             | الملعب الأولمبي بالمنزه   | 1920 |
| النجم الرياضي الساحلي       | الملعب الأولمبي بسوسة     | 1925 |
| النادي الرياضي الصفاقسي     | ملعب الطيب المهيري        | 1928 |
| الملعب التونسي              | ملعب الهادي النيفر        | 1948 |
| النادي الرياضي البنزرتي     | ملعب 15 أكتوبر            | 1928 |
| النادي الرياضي لحمام الأنف  | الملعب البلدي بحمام الأنف | 1944 |
| الشبيبة الرياضية القيروانية | ملعب حمدة العواني         | 1942 |
| المستقبل الرياضي بالمرسى    | ملعب عبد العزيز الشتيوي   | 1939 |
| الإتحاد الرياضي المنستيري   | ملعب مصطفى بن جنات        | 1923 |
| الأولمبي الباجي             | ملعب بوجمعة الكميتي       | 1929 |
| الترجي الرياضي الجرجيسي     | ملعب الجليدي              | 1934 |
| المستقبل الرياضي بقابس      | الملعب الأولمبي بقابس     | 1978 |
| الإتحاد الرياضي ببن قردان   | ملعب 7 مارس               | 1936 |
| النجم الرياضي بالمتلوي      | الملعب البلدي بالمتلوي    | 1950 |
| الملعب القابسي              | الملعب الأولمبي بقابس     | 1957 |
| نادي سكك الحديد الصفاقسي    | ملعب 2 مارس               | 1920 |
| النادي الأولمبي للنقل       | ملعب الشاذلي زويتن        | 1966 |
| نادي المحيط القرقني         | ملعب حي الحبيب            | 1963 |
| القوافل الرياضية بقفصة      | ملعب 7 نوفمبر             | 1967 |

| النادي                        | الملعب                       | تأسس |
| ----------------------------- | ---------------------------- | ---- |
| القوافل الرياضية بقفصة        | ملعب 7 نوفمبر                | 1967 |
| أولمبيك الكاف                 | ملعب 7 نوفمبر بالكاف         | 1922 |
| مكارم المهدية                 | ملعب أحمد بن خوجة            | 1937 |
| النجم الرياضي ببني خلاد       | ملعب الحبيب التاجوري         | 1946 |
| المستقبل الرياضي بالقصرين     | ملعب الشهداء بالڨصرين        | 1948 |
| الأمل الرياضي بحمام سوسة      | ملعب بوعلي الحوار            | 1957 |
| جندوبة الرياضية               | الملعب البلدي بجندوبة        | 1922 |
| الجمعية الرياضية بجربة        | الملعب البلدي بحومة السوق    | 1946 |
| قرمبالية الرياضية             | ملعب الطاهر بن عثمان العتروس | 1939 |
| جريدة توزر المستقبل           | مركب محمد الطنباري بتوزر     | 1947 |
| النادي الرياضي القربي         | الملعب البلدي بقربة          | 1960 |
| نادي كرة القدم بالجريصة       | ملعب الجريصة                 | 1922 |
| النجم الأولمبي بسيدي بوزيد    | الملعب البلدي بسيدي بوزيد    | 1959 |
| نادي سكك الحديد التونسي       | ملعب مقرين - الرياض          | 1919 |
| النادي الأولمبي بمدنين        | الملعب الأولمبي بمدنين       | 1954 |
| الملعب الرياضي الصفاقسي       | ملعب حي الحبيب               | 1960 |
| الملعب الأفريقي بمنزل بورقيبة | ملعب عزيز جاب الله           | 1938 |
| الأهلي الماطري                | الملعب البلدي بماطر          | 1947 |
| النادي الرياضي بمنزل بوزلفة   | ملعب العربي فرفرة            | 1944 |
| الجمعية الرياضي بأريانة       | ملعب أريانة                  | 1938 |

## الملاعب
هذه قائمة بملاعب كرة القدم في تونس
| عدد | الملعب                    | السعة  | المنطقة      | المستضيف                                     | الموقع                                             |
| --- | ------------------------- | ------ | ------------ | -------------------------------------------- | -------------------------------------------------- |
| 1   | الملعب الأولمبي برادس     | 60 000 | رادس         | منتخب تونس لكرة القدم الترجي الرياضي التونسي | 36°44′52″N 10°16′22″E / 36.74778°N 10.27278°E      |
| 2   | الملعب الأولمبي بالمنزه   | 45 000 | المنزه       | النادي الفريقي                               | 36°50′23.2″N 10°11′7.3″E / 36.839778°N 10.185361°E |
| 3   | الملعب الأولمبي بسوسة     | 28 000 | سوسة         | النجم الرياضي الساحلي                        | 35°49′24″N 10°36′46″E / 35.82333°N 10.61278°E      |
| 4   | ملعب الطيب المهيري        | 22 000 | صفاقس        | النادي الرياضي الصفاقسي                      | 34°44′01″N 10°44′47″E / 34.73361°N 10.74639°E      |
| 5   | ملعب مصطفى بن جنات        | 20 000 | المنستير     | الإتحاد الرياضي المنستيري                    | 35°46′35″N 10°49′13″E / 35.77639°N 10.82028°E      |
| 6   | ملعب 15 أكتوبر            | 20 000 | بنزرت        | النادي الرياضي البنزرتي                      | 37°16′44″N 9°51′56″E / 37.278923°N 9.865583°E      |
| 7   | ملعب الشاذلي زويتن        | 18 000 | تونس العاصمة | الملعب التونسي                               | 36°49′44″N 10°10′12″E / 36.828863°N 10.170121°E    |
| 8   | ملعب علي الزواوي          | 15 000 | القيروان     | الشبيبة الرياضية القيروانية                  | 35°39′59″N 10°06′34″E / 35.66639°N 10.10944°E      |
| 9   | ملعب الهادي النيفر        | 000 10 | باردو        | الملعب التونسي                               | 35°39′59″N 10°06′34″E / 35.66639°N 10.10944°E      |
| 10  | الملعب الأولمبي بقابس     | 10 000 | قابس         | الملعب القابسي                               | 33°50′52″N 10°05′58″E / 33.8477°N 10.0994°E        |
| 11  | ملعب 7 مارس               | 10 000 | بن قردان     | الإتحاد الرياضي ببن قردان                    | 33°07′59″N 11°12′58″E / 33.13306°N 11.21611°E      |
| 12  | الملعب الأولمبي بباجة     | 8 000  | باجة         | الأولمبي الباجي                              | 36°43′40″N 9°11′33″E / 36.72778°N 9.19250°E        |
| 13  | ملعب ميدون-جربة           | 8 000  | ميدون - جربة | الأمل الرياضي ميدون                          | غير معروف                                          |
| 14  | الملعب البلدي بحمام الأنف | 7 200  | حمام الأنف   | النادي الرياضي لحمام الأنف                   | 36°43′38″N 10°20′46″E / 36.72722°N 10.34611°E      |
| 15  | ملعب الكاف                | 7 000  | الكاف        | أولمبيك الكاف                                | غير معروف                                          |
| 16  | ملعب الجليدي              | 7 000  | جرجيس        | الترجي الرياضي الجرجيسي                      | 33°29′30″N 11°06′38″E / 33.49167°N 11.11056°E      |
| 17  | ملعب 7 نوفمبر بقفصة       | 7 000  | قفصة         | القوافل الرياضية بقفصة                       | 34°25′21″N 8°46′18″E / 34.42250°N 8.77167°E        |
| 18  | ملعب عبدالعزيز شتوي       | 6 000  | المرسى       | المستقبل الرياضي بالمرسى                     | 36°52′30″N 10°19′12″E / 36.87500°N 10.32000°E      |
| 19  | ملعب حومة السوق بجربة     | 6 000  | حومة السوق   | الجمعية الرياضية بجربة                       | غير معروف                                          |
| 20  | الملعب الأولمبي بمدنين    | 6 000  | مدنين        | النادي الأولمبي بمدنين                       | غير معروف                                          |
| 21  | ملعب الحبيب التاجوري      | 5 000  | بني خلاد     | النجم الرياضي الخلادي                        | غير معروف                                          |
| 22  | ملعب حمدة العواني         | 4 500  | القيروان     | الشبيبة الرياضية القيروانية                  | 35°41′13″N 10°04′25″E / 35.68694°N 10.07361°E      |
| 23  | ملعب فرحات حشاد           | 2 000  | قرقنة        | نادي محيط قرقنة                              | غير معروف                                          |

## الجوائز

### أفضل لاعب كرة قدم تونسي في السنة
هي جائزة كرة قدم أسست في 2012 وتقدمها وكالة تونس إفريقيا للأنباء، بعد قيامها باستفتاء لدى الصحفيين الرياضيين والمدربين والتقنيين، ولكن أيضا عبر موقعها على الأنترنت، وذلك لاختيار أفضل لاعب كرة قدم تونسي في السنة. بين 1969 و1995، كانت توجد جائزة أفضل لاعب كرة قدم تونسي، توالت على تقديمها عدة صحف بمساعدة مختصين رياضيين وفاعلين في الرياضة.
| السنة | اللاعب            | النادي                   |
| ----- | ----------------- | ------------------------ |
| 2012  | يوسف المساكني     | الترجي الرياضي التونسي   |
| 2013  | فخر الدين بن يوسف | النادي الرياضي الصفاقسي  |
| 2014  | ياسين الشيخاوي    | نادي زيورخ               |
| 2015  | صابر خليفة        | النادي الإفريقي          |
| 2016  | حمزة لحمر         | الأمل الرياضي بحمام سوسة |
| 2017  | يوسف المساكني     | نادي الدحيل              |
| 2018  | وهبي خزري         | نادي سانت إتيان          |

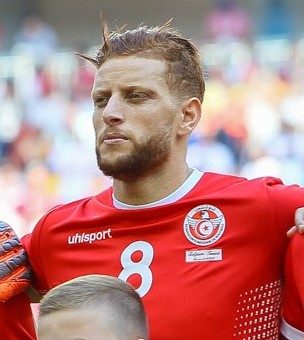
فخر الدين بن يوسف
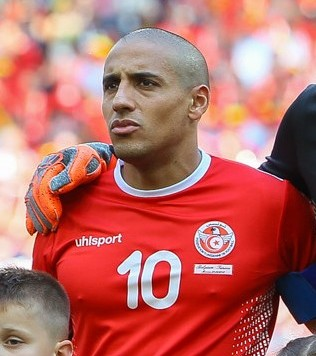
وهبي خزري

### الكرة الذهبية التونسية
هي جائزة كرة قدم في تونس أُنشئت في 2006 من قبل صحيفة الصريح وكانت آخر مرة تقدم فيها في سنة 2013.
| السنة | الفائز         | النادي                 |
| ----- | -------------- | ---------------------- |
| 2006  | ياسين الشيخاوي | النجم الرياضي الساحلي  |
| 2007  | أمين الشرميطي  | النجم الرياضي الساحلي  |
| 2008  | يوسف المويهبي  | النادي الأفريقي        |
| 2009  | أسامة الدراجي  | الترجي الرياضي التونسي |
| 2010  | زهير الذوادي   | النادي الأفريقي        |
| 2011  | ألغيت الجائزة  | ألغيت الجائزة          |
| 2012  | معز بن شريفية  | الترجي الرياضي التونسي |
| 2013  | يوسف المساكني  | الترجي الرياضي التونسي |

## كرة القدم النسائية في تونس

### نظام الدوري
- الرابطة التونسية المحترفة لكرة القدم للسيدات (بالفرنسية: Championnat de Tunisie féminin de football)‏، وهي بطولة كرة القدم للسيدات الأعلى مستوى في تونس تحت تنظيم الجامعة التونسية لكرة القدم والرابطة الوطنية لكرة القدم النسائية. الجمعية الرياضية النسائية بالساحل هو الفريق الأكثر تتويجا بالبطولة برصيد 6 ألقاب.[49]

## سجل البطولة

### المواسم
| الموسم  | البطل                                         | الوصيف                                   | م      |
| ------- | --------------------------------------------- | ---------------------------------------- | ------ |
| 2004–05 | الاتحاد الرياضي التونسي                       | الجمعية الرياضية النسائية بالساحل        | [ 51 ] |
| 2005–06 | المعهد العالي للرياضة والتربية البدنية بالكاف | نادي الخطوط التونسية                     | [ 52 ] |
| 2006–07 | المعهد العالي للرياضة والتربية البدنية بالكاف | الجمعية الرياضية النسائية بالساحل        | [ 53 ] |
| 2007–08 | الجمعية الرياضية النسائية بالساحل             | الجمعية الرياضية لبنك الإسكان            | [ 54 ] |
| 2008–09 | الجمعية الرياضية النسائية بالساحل             |                                          | [ 55 ] |
| 2009–10 | الجمعية الرياضية لبنك الإسكان                 | نادي الخطوط التونسية                     | [ 56 ] |
| 2010–11 | لم تلعب بسبب الثورة التونسية                  | لم تلعب بسبب الثورة التونسية             | [ 57 ] |
| 2011–12 | الجمعية الرياضية النسائية بالساحل             |                                          |        |
| 2012–13 | الجمعية الرياضية النسائية بالساحل             | نادي الخطوط التونسية                     | [ 58 ] |
| 2013–14 | الجمعية الرياضية النسائية بالساحل             |                                          | [ 59 ] |
| 2014–15 | نادي الخطوط التونسية                          | الجمعية الرياضية النسائية بالساحل        | [ 60 ] |
| 2015–16 | نادي الخطوط التونسية                          | الجمعية الرياضية النسائية بالساحل        | [ 61 ] |
| 2016–17 | الجمعية الرياضية النسائية بالساحل             | الجمعية الرياضية لبنك الإسكان            | [ 62 ] |
| 2017–18 | الجمعية الرياضية لبنك الإسكان                 | الاتحاد الرياضي التونسي                  | [ 63 ] |
| 2018–19 | الجمعية الرياضية لبنك الإسكان                 | الجمعية الرياضية النسائية بالساحل        | [ 64 ] |
| 2019–20 | لم تكتمل بسبب جائحة فيروس كورونا في تونس      | لم تكتمل بسبب جائحة فيروس كورونا في تونس | [ 65 ] |
| 2020–21 | الجمعية الرياضية النسائية بسوسة               | الجمعية الرياضية لبنك الإسكان            | [ 65 ] |
| 2021–22 |                                               |                                          |        |

### الألقاب
| المرتبة | النادي                                        | البطل | الوصيف | سنوات البطولة                                        | سنوات الوصافة                               |
| ------- | --------------------------------------------- | ----- | ------ | ---------------------------------------------------- | ------------------------------------------- |
| 1       | الجمعية الرياضية النسائية بالساحل             | 6     | 5      | 2007–08، 2008–09، 2011–12، 2012–13، 2013–14، 2016–17 | 2004–05، 2006–07، 2014–15، 2015–16، 2018–19 |
| 2       | الجمعية الرياضية لبنك الإسكان                 | 3     | 3      | 2009–10، 2017–18، 2018–19                            | 2007–08، 2016–17، 2020–21                   |
| 3       | نادي الخطوط التونسية                          | 2     | 3      | 2014–15، 2015–16                                     | 2005–06، 2009–10، 2012–13                   |
| 4       | المعهد العالي للرياضة والتربية البدنية بالكاف | 2     | 0      | 2005–06، 2006–07                                     |                                             |
| 5       | الاتحاد الرياضي التونسي                       | 1     | 1      | 2004–05                                              | 2017–18                                     |
| 6       | الجمعية الرياضية النسائية بسوسة               | 1     | 0      | 2020–21                                              |                                             |

- الرابطة التونسية الثانية لكرة القدم للسيدات (بالفرنسية: Championnat de Tunisie féminin de football de deuxième division)‏، وهي بطولة الدرجة الثانية لكرة القدم للسيدات في تونس تنظمها الجامعة التونسية لكرة القدم والرابطة الوطنية لكرة القدم النسائية.

## سجل البطولة

### المواسم
| الموسم  | البطل                                                                                          |                              |
| ------- | ---------------------------------------------------------------------------------------------- | ---------------------------- |
| 2004–05 | الملعب النسائي بصفاقس                                                                          |                              |
| 2005–06 | الرباط الرياضي المنستيري                                                                       |                              |
| 2006–07 | لبتيس الرياضية النسائية بلمطة                                                                  |                              |
| 2007–08 | الجمعية الرياضية للبريد والبرق والهاتف ببنزرت                                                  |                              |
| 2008–09 | الملعب النسائي بالقيروان                                                                       |                              |
| 2009–10 | الأمل الرياضي النسائي بالجديدة (مجموعة الشمال) الجمعية الرياضية النسائية بقفصة (مجموعة الجنوب) |                              |
| 2010–11 | لم تلعب بسبب الثورة التونسية                                                                   | لم تلعب بسبب الثورة التونسية |
| 2011–12 | لم تلعب بسبب الثورة التونسية                                                                   | لم تلعب بسبب الثورة التونسية |
| 2012–13 | الحي الجامعي باردو II                                                                          |                              |
| 2013–14 | المجد الرياضي بسيدي بوزيد                                                                      |                              |
| 2014–15 | الجمعية الرياضية النسائية بسوسة                                                                |                              |

### الكؤوس
- كأس تونس لكرة القدم للسيدات (بالفرنسية: Coupe de Tunisie féminine de football)‏، هي المسابقة الرسمية للكأس في رياضة كرة القدم النسائية في تونس وهي تعتبر اللقب المحلي الثاني من حيث الأهمية بعد الرابطة التونسية المحترفة لكرة القدم للسيدات. تأسست سنة 2004 تحت رعاية الجامعة التونسية لكرة القدم والرابطة الوطنية لكرة القدم النسائية. الجمعية الرياضية النسائية بالساحل هو الفريق الأكثر تتويجا برصيد 8 كؤوس.

## سجل الألقاب
|  | مباريات حُسِمت بالركلات الترجيحية |

| الموسم  | البطل                                         | النتيجة                               | الوصيف                                |
| ------- | --------------------------------------------- | ------------------------------------- | ------------------------------------- |
| 2004–05 | الجمعية الرياضية النسائية بالساحل             | 1-4                                   | الاتحاد الرياضي التونسي               |
| 2005–06 | المعهد العالي للرياضة والتربية البدنية بالكاف | 1-1 (1-3)                             | الاتحاد الرياضي التونسي               |
| 2006–07 | الجمعية الرياضية النسائية بالساحل             | 2-3                                   | نادي الخطوط التونسية                  |
| 2007–08 | المعهد العالي للرياضة والتربية البدنية بالكاف | 1-2                                   | الجمعية الرياضية لبنك الإسكان         |
| 2008–09 | نادي الخطوط التونسية                          | 1-2                                   | الجمعية الرياضية النسائية بالساحل     |
| 2009–10 | الجمعية الرياضية لبنك الإسكان                 | 3-3 (1-3)                             | الاتحاد الرياضي التونسي               |
| 2010–11 | نادي الخطوط التونسية                          | 1-3                                   | الجمعية الرياضية لبنك الإسكان         |
| 2011–12 | نادي الخطوط التونسية                          | 0-5                                   | الجمعية الرياضية النسائية بمدنين      |
| 2012–13 | الجمعية الرياضية النسائية بالساحل             | 2-3                                   | الجمعية الرياضية لبنك الإسكان         |
| 2013–14 | الجمعية الرياضية النسائية بالساحل             | 1-3                                   | نادي الخطوط التونسية                  |
| 2014–15 | الجمعية الرياضية النسائية بالساحل             | 1-1 (1-3)                             | نادي الخطوط التونسية                  |
| 2015–16 | الجمعية الرياضية النسائية بالساحل             | 2-4                                   | نادي الخطوط التونسية                  |
| 2016–17 | الجمعية الرياضية النسائية بالساحل             | 0-2                                   | الاتحاد الرياضي التونسي               |
| 2017–18 | الجمعية الرياضية النسائية بالساحل             | 0-2                                   | الاتحاد الرياضي التونسي               |
| 2018–19 | الجمعية الرياضية النسائية بقفصة               | 1-1 (2-4)                             | الجمعية الرياضية النسائية بالساحل     |
| 2019–20 | ألغيت بسبب جائحة فيروس كورونا في تونس         | ألغيت بسبب جائحة فيروس كورونا في تونس | ألغيت بسبب جائحة فيروس كورونا في تونس |
| 2020–21 | لم تلعب                                       | لم تلعب                               | لم تلعب                               |
| 2021–22 |                                               | -                                     |                                       |

## سجل الألقاب حسب الفريق
| النادي                                        | البطولة                                            | الوصافة                          |
| --------------------------------------------- | -------------------------------------------------- | -------------------------------- |
| الجمعية الرياضية النسائية بالساحل             | 8 (2005، 2007، 2013، 2014، 2015، 2016، 2017، 2018) | 2 (2009، 2019)                   |
| نادي الخطوط التونسية                          | 3 (2009، 2011، 2012)                               | 4 (2007، 2014، 2015، 2016)       |
| المعهد العالي للرياضة والتربية البدنية بالكاف | 2 (2006، 2008)                                     | —                                |
| الجمعية الرياضية لبنك الإسكان                 | 1 (2010)                                           | 3 (2008، 2011، 2013)             |
| الجمعية الرياضية النسائية بقفصة               | 1 (2019)                                           | —                                |
| الاتحاد الرياضي التونسي                       | —                                                  | 5 (2005، 2006، 2010، 2017، 2018) |
| الجمعية الرياضية النسائية بمدنين              | —                                                  | 1 (2012)                         |

- كأس السوبر التونسي للسيدات (بالفرنسية: Supercoupe de Tunisie féminine de football)‏، هي مسابقة كرة قدم نسائية في تونس تقام بين حامل البطولة و المتوج بالـكأس، تأسست سنة 2008 تحت رعاية الجامعة التونسية لكرة القدم والرابطة الوطنية لكرة القدم النسائية. الجمعية الرياضية النسائية بالساحل هو الفريق الأكثر تتويجا برصيد 2 كؤوس.

تم إلغاء المسابقة سنة 2013.

## سجل الألقاب
| سنوات | البطل                             | النتيجة | الوصيف                                        |
| ----- | --------------------------------- | ------- | --------------------------------------------- |
| 2008  | الجمعية الرياضية النسائية بالساحل | 0-1     | المعهد العالي للرياضة والتربية البدنية بالكاف |
| 2009  | نادي الخطوط التونسية              | 1-2     | الجمعية الرياضية النسائية بالساحل             |
| 2010  | لم تلعب                           | لم تلعب | لم تلعب                                       |
| 2011  | لم تلعب                           | لم تلعب | لم تلعب                                       |
| 2012  | الجمعية الرياضية النسائية بالساحل | 0-5     | الجمعية الرياضية النسائية بمدنين              |

### السجل حسب النادي
| النادي                            | الألقاب | سنوات      |
| --------------------------------- | ------- | ---------- |
| الجمعية الرياضية النسائية بالساحل | 2       | 2008, 2012 |
| نادي الخطوط التونسية              | 1       | 2009       |

- كأس الرابطة التونسية للسيدات (بالفرنسية: Coupe de la Ligue tunisienne féminine de football)‏، هي المسابقة الرسمية لكأس الرابطة في رياضة كرة القدم النسائية في تونس. تأسست سنة 2014 تحت رعاية الجامعة التونسية لكرة القدم والرابطة الوطنية لكرة القدم النسائية. الجمعية الرياضية لبنك الإسكان هو الفريق الأكثر تتويجا برصيد 2 كؤوس.

## سجل الألقاب
| الموسم | البطل                                 | النتيجة                               | الوصيف                                |
| ------ | ------------------------------------- | ------------------------------------- | ------------------------------------- |
| 2014   | الجمعية الرياضية لبنك الإسكان         | 1-2                                   | الاتحاد الرياضي التونسي               |
| 2015   | غير معروف                             | غير معروف                             | غير معروف                             |
| 2016   | الاتحاد الرياضي التونسي               | 0-4                                   | المجد الرياضي بسيدي بوزيد             |
| 2017   | غير معروف                             | غير معروف                             | غير معروف                             |
| 2018   | غير معروف                             | غير معروف                             | غير معروف                             |
| 2019   | الجمعية الرياضية لبنك الإسكان         | 0-2                                   | الاتحاد الرياضي التونسي               |
| 2020   | ألغيت بسبب جائحة فيروس كورونا في تونس | ألغيت بسبب جائحة فيروس كورونا في تونس | ألغيت بسبب جائحة فيروس كورونا في تونس |
| 2021   | الجمعية الرياضية النسائية بالساحل     | 2-3                                   | الجمعية الرياضية النسائية بسبيبة      |

## سجل الألقاب حسب الفريق
| النادي                            | البطولة        | الوصافة        |
| --------------------------------- | -------------- | -------------- |
| الجمعية الرياضية لبنك الإسكان     | 2 (2014، 2019) | —              |
| الاتحاد الرياضي التونسي           | 1 (2016)       | 2 (2014، 2019) |
| الجمعية الرياضية النسائية بالساحل | 1 (2021)       | 2 (2009، 2019) |
| المجد الرياضي بسيدي بوزيد         | —              | 1 (2016)       |
| الجمعية الرياضية النسائية بسبيبة  | —              | 1 (2021)       |

### المنتخبات
- منتخب تونس لكرة القدم للسيدات
- منتخب تونس تحت 20 سنة لكرة القدم للسيدات
- منتخب تونس تحت 17 سنة لكرة القدم للسيدات